# Urania's Mirror

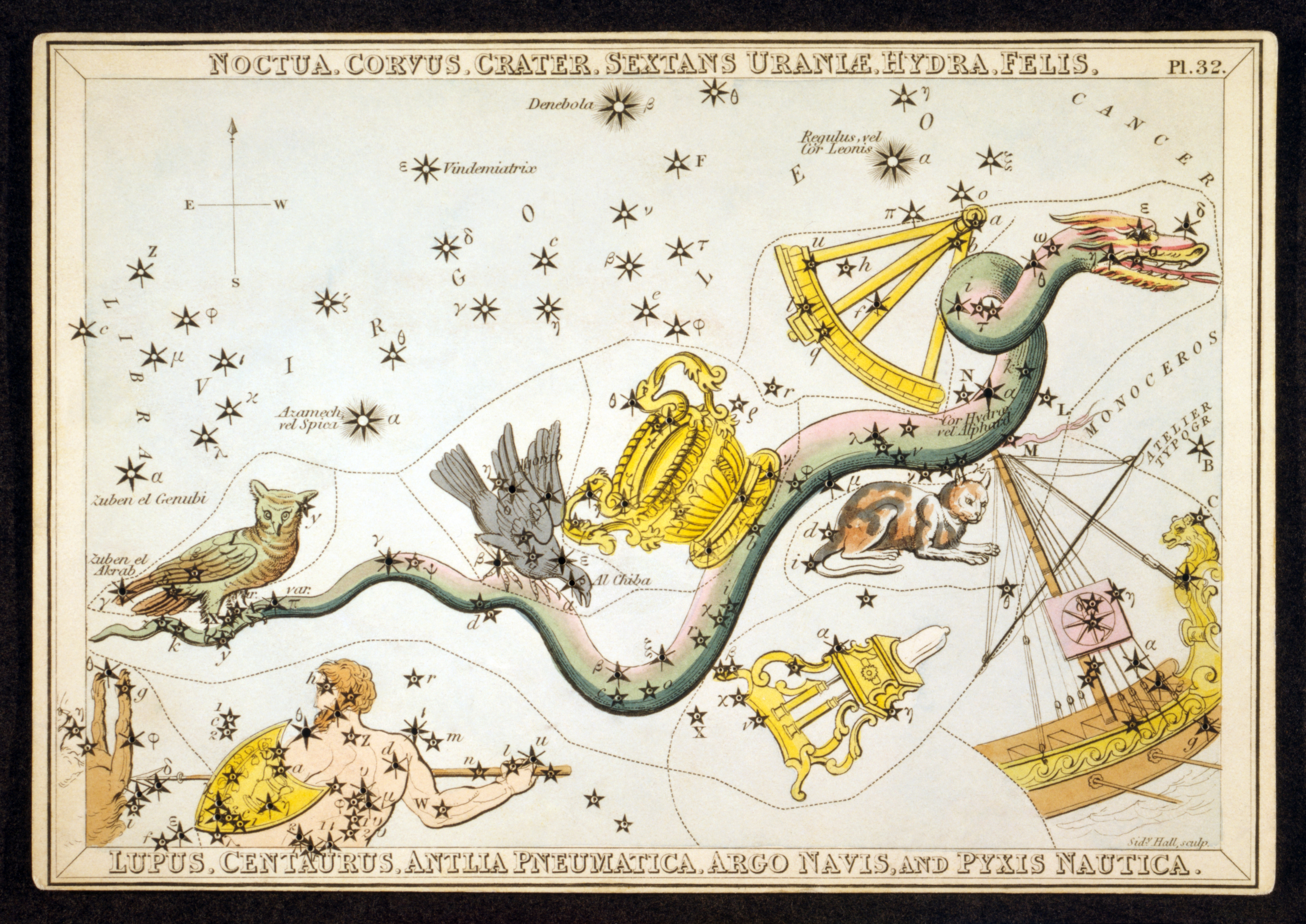
La Tarjeta 32 ilustra doce constelaciones: nueve modernas (Corvus, Cráter, Sextans, Hidra, Lobo, Centaurus, Antlia, y Brújula), la actualmente subdividida Argo Navis, y las constelaciones obsoletas de Noctua y Felis.

Urania's  Mirror (El Espejo de Urania), o "A view of the Heavens" (Una visión de los Cielos) es un conjunto de 32 cartas gráficas astronómicas publicadas por primera vez en noviembre de 1824. Las ilustraciones están copiadas de la obra "A Celestial Atlas" (Un Atlas Celestial) de Alexander Jamieson, pero con la adición de una serie de orificios practicados en las tarjetas que permiten ver una representación de las estrellas de las constelaciones poniéndolas delante de una fuente de luz. Fueron grabadas por Sidney Hall. En su momento se afirmaba en la publicidad de las tarjetas que fueron diseñadas por "una señora", pero posteriormente el trabajo ha sido identificado como obra del Reverendo Richard Rouse Bloxam, un maestro ayudante en la Rugby School.
La cubierta del juego de tarjetas muestra una representación de Urania, la musa de la astronomía, y viene acompañado de un libro titulado "A Familiar Treatise on Astronomy..." (Un Tratado Familiar sobre Astronomía...), escrito como un acompañamiento. P. D. Hingley, el investigador que solucionó el misterio de quién había diseñado las tarjetas ciento setenta años después de su publicación, las considera entre las más atractivas tarjetas de gráficos estelares de las  muchas producidas a comienzos del siglo XIX.

## Descripción

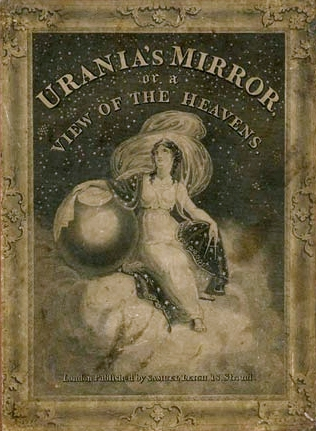
En la tapa de la caja aparece representada la musa de la astronomía, Urania.

Urania's Mirror ilustra 79 constelaciones, algunas de las que actualmente han quedado obsoletas, además de varias subconstelaciones, como Caput Medusæ (la cabeza de Medusa, portada por Perseo). Originalmente se anunciaba que incluía "todas las constelaciones visibles en el Imperio británico", pero de hecho quedaban fuera las constelaciones del hemisferio sur, por lo que en la segunda edición se anunciaba más modestamente que se incluían las constelaciones visibles desde "Gran Bretaña". Algunas tarjetas se centran en una sola constelación, otras incluyen muchas, como la Tarjeta 32, centrada alrededor de Hidra, que incluye doce constelaciones (muchas de las cuales ya no se reconocen actualmente). La Tarjeta 28 tiene seis, y ninguna otra tarjeta contiene más de cuatro. Cada tarjeta mide 8 por 5 1⁄2  pulgadas (aproximadamente 20 por 14 cm).
Jehoshaphat Aspin escribió un libro titulado "A Familiar Treatise on Astronomy", o dando su título completo: "A Familiar Treatise on Astronomy, Explaining the General Phenomena of the Celestial Bodies; with Numerous Graphical Illustrations") (Un Tratado Familiar sobre  Astronomía, Explicando los Fenómenos Generales de los Cuerpos Celestiales; con numerosas Ilustraciones Gráficas) para acompañar a las tarjetas. Tanto el libro como las tarjetas fueron originalmente publicados por Samuel Leigh en Londres. Las tarjetas y los libros vienen dentro de una caja ilustrada con una mujer que casi se da por cierto que sea Urania, la musa de la astronomía.
P.D. Hingley denomina a este juego de tarjetas "Uno de los más encantadores y visualmente atractivos de los muchos métodos de auto aprendizaje de astronomía producidos a comienzos del siglo diecinueve". Su principal truco, los orificios coincidentes con las estrellas para mostrar las constelaciones cuando las tarjetas se ponen delante de una fuente de luz, tiene la particularidad de que el tamaño de los agujeros marcados se corresponde con la magnitud de las estrellas, logrando una representación bastante realista de las proporciones de cada constelación. El astrónomo Ian Ridpath está de acuerdo con esta apreciación, y hace notar que al utilizarse en aquella época principalmente velas para iluminar al trasluz las tarjetas, en muchos casos de juegos originales algunas tarjetas aparecen quemadas parcialmente de forma accidental por las llamas. Se publicaron al menos otros tres juegos de tarjetas que utilizaban el mismo truco (Franz Niklaus König con su Atlas céleste de 1826; Friedrich Braun con su Himmels-Atlas en transparenten Karten de 1850; y Otto Möllinger con su Himmelsatlas de 1851), pero carecen del aspecto artístico y de la gracia de las representaciones del Urania´s Mirror.

## Imágenes copiadas del "A Celestial Atlas"

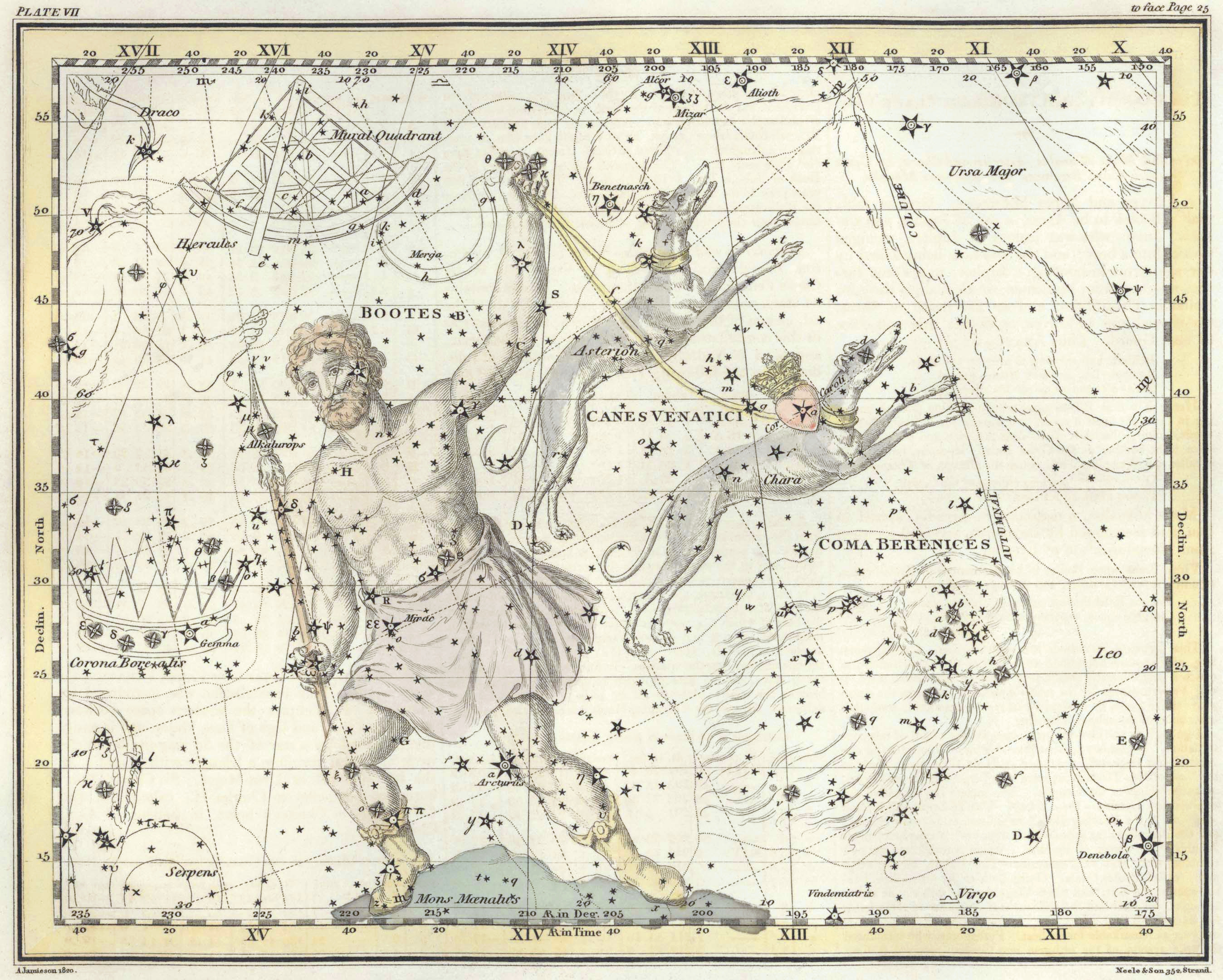
A Celestial Atlas, Lámina 7
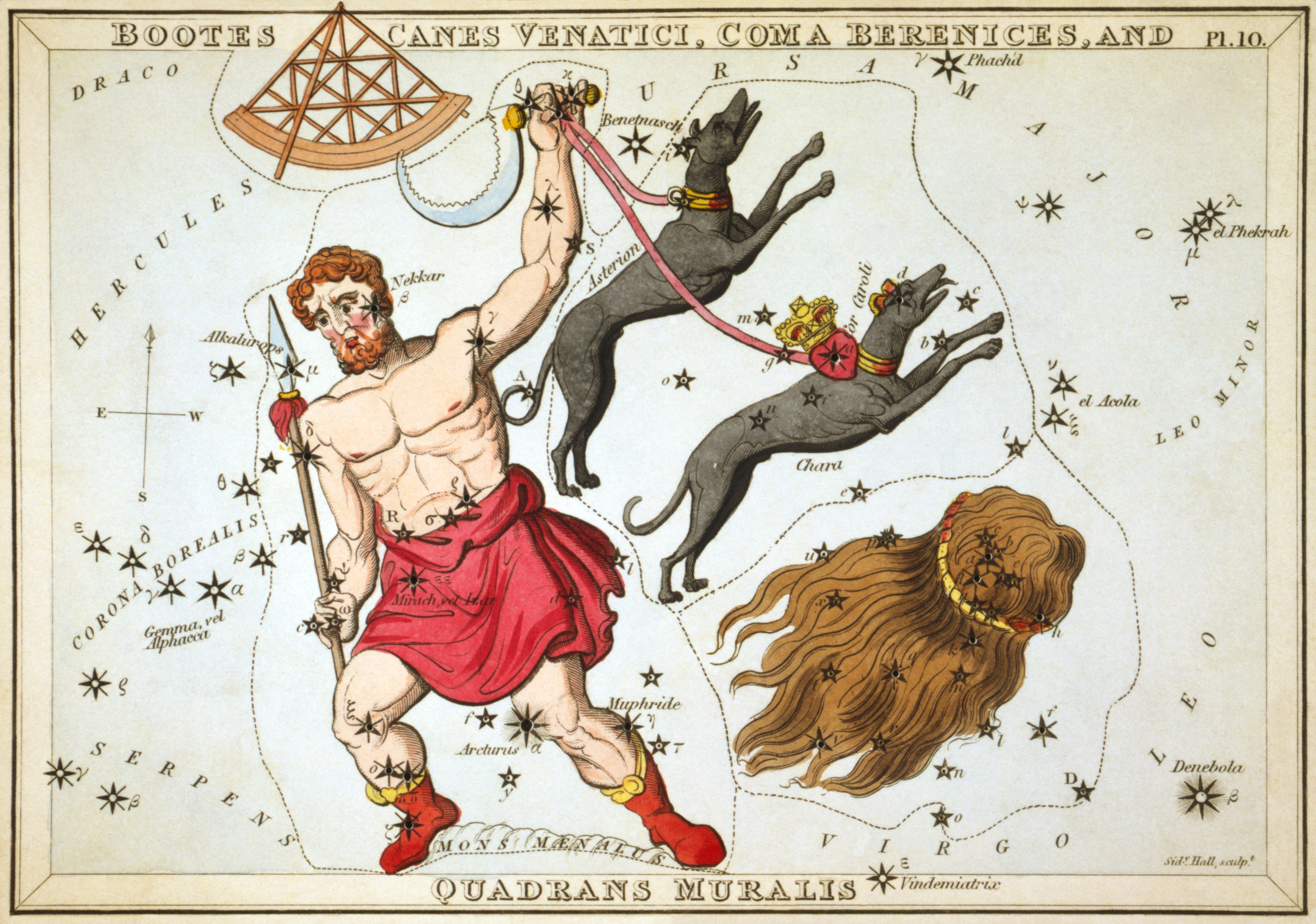
Urania's Mirror, Tarjeta 10

Las representaciones de las constelaciones son reproducciones coloreadas y reperfiladas de los originales del "A Celestial Atlas" de Alexander Jamieson, publicados aproximadamente tres años antes, eliminando detalles menores, e incluyendo las nuevas constelaciones fruto del capricho de Jamieson, como por ejemplo "Noctua" (el búho, en la Tarjeta 32) o "Norma Nilotica" (un dispositivo para medir las inundaciones del Nilo en la mano de Acuario, el portador del agua, en la Tarjeta 26).

## Misterio del diseñador y su solución

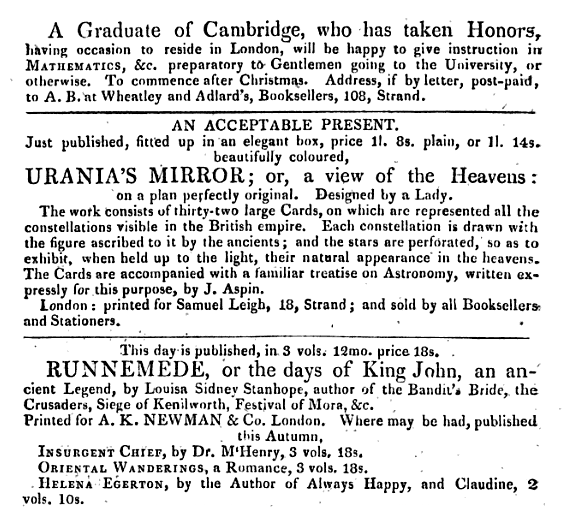
Anuncio del "Urania's Mirror" de diciembre de 1824, recomendándolo como un regalo de Navidad "aceptable".

Los anuncios del "Urania's Mirror", así como de su libro de acompañamiento "A Familiar Treatise on Astronomy", atribuían el diseño de las tarjetas sencillamente a una "señora", quien está descrita en la introducción del libro como "joven". Esta información provocó diversas especulaciones durante un siglo: algunos propusieron que la autora podría ser alguna astrónoma prominente como Carolina Herschel o Mary Somerville; otros pensaron en el grabador Sidney Hall, pero ninguna hipótesis aparecía como particularmente creíble. La identidad real del diseñador no fue descubierta hasta 170 años después. En 1994, mientras se estaban archivando certificados antiguos emitidos para la admisión de miembros de la Real Sociedad Astronómica, P. D. Hingley encontró uno proponiendo como miembro al Reverendo Richard Rouse Bloxam, en la que se le identifica como el "Autor del Urania's Mirror". Padre de varios hijos notables, sin embargo no se le conocen otras publicaciones, y su faceta mejor documentada es la de haber servido de maestro ayudante en la Rugby School durante 38 años.
Las razones para ocultar su autoría son desconocidas. Hingley comenta que muchas de las publicaciones contemporáneas daban a entender que las mujeres habían tenido algún papel en su creación, quizás para hacerlas parecer menos imponentes. También sugiere que el anonimato podría haber sido necesario para proteger la posición de Bloxam en Rugby, aunque hay que hacer notar que Rugby era una institución bastante progresista, lo que convierte este motivo en bastante improbable; y, finalmente, sugiere la modestia de su autor como otra posibilidad. Por su parte, Ian Ridpath señala que el evidente plagio de las imágenes del "A Celestial Atlas" podría ser por sí mismo un motivo suficiente para motivar el deseo de Bloxam de mantenerse en el anonimato.

## Ediciones

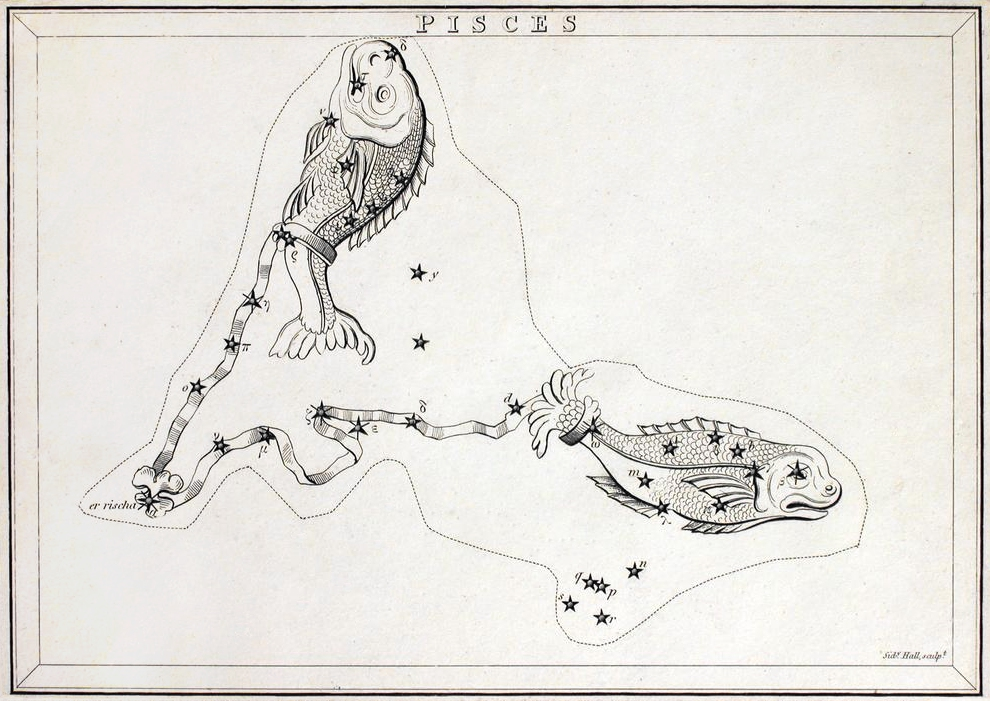
Primera edición con "Piscis" sin estrellas en las constelaciones circundantes. Presentación "Sencilla".
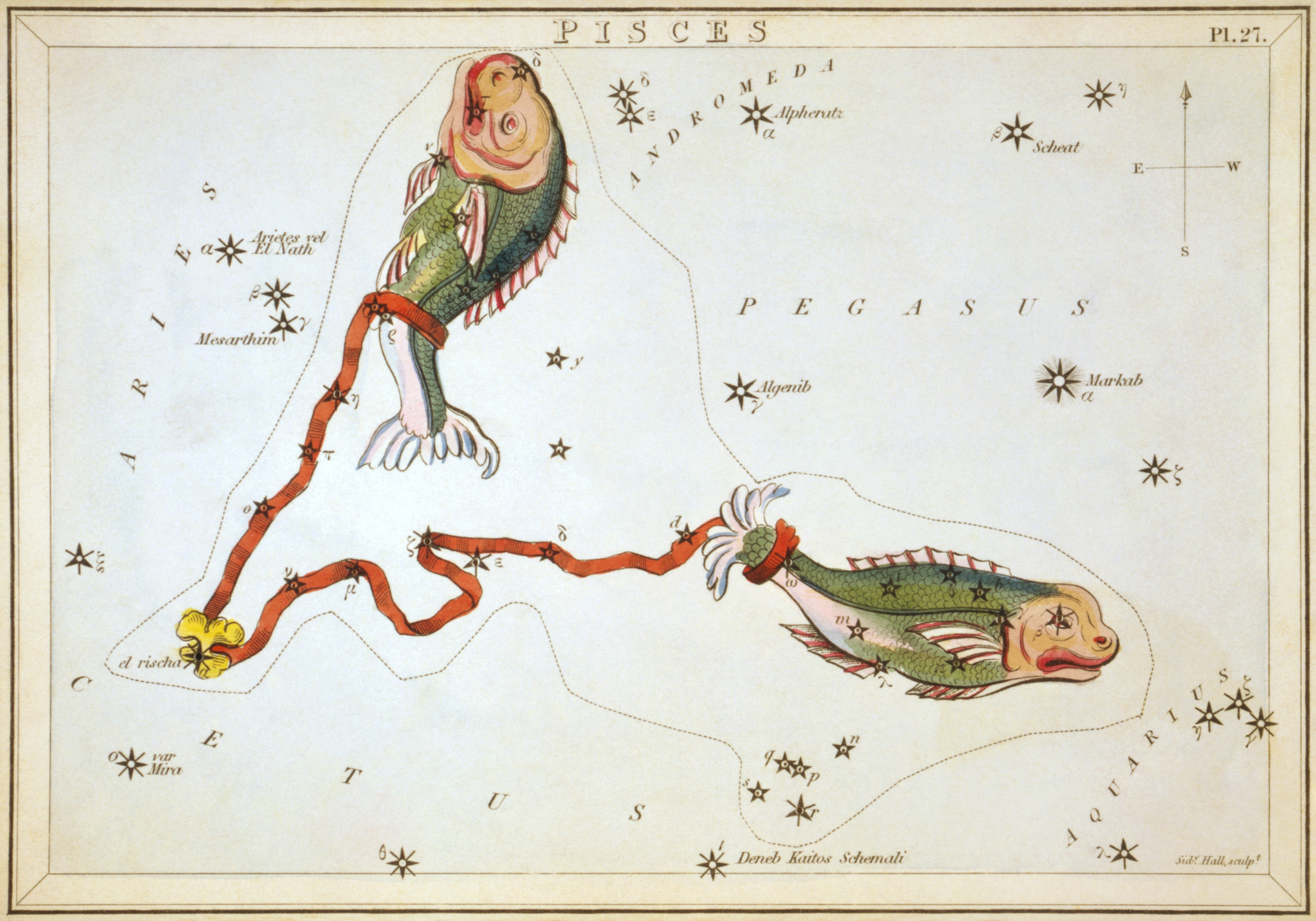
Segunda edición con "Piscis" rodeado por las estrellas circundantes. Presentación "Plenamente coloreada".

El anuncio de diciembre de 1824 indicaba que las tarjetas estaban "recién publicadas", y ofrecía la versión en blanco y negro por una libra y ocho chelines, y la plenamente coloreada por una libra y catorce chelines. La primera edición no incluía las estrellas que rodean el nombre de las constelaciones, dejando estas partes en blanco. Esto se cambió en la segunda edición, en la que se añadieron las estrellas traseras alrededor de las constelaciones. Una edición americana se publicó en 1832. Reimpresiones modernas se editaron en 1993, y Barnes & Noble reprodujo la edición americana (con el libro de acompañamiento) en 2004. Este libro acompañante, el "A Familiar Treatise on Astronomy" de Jehoshaphat Aspin tuvo al menos cuatro ediciones, la última de 1834. La segunda edición presentó una marcada expansión del contenido, pasando de las 121 páginas de la primera edición a las 200 páginas de la segunda. El libro, en su edición americana de 1834, constaba de una introducción, una lista de las constelaciones del norte y del sur, una descripción de cada una de las tarjetas, con la historia y el fondo de las constelaciones descrito, y una lista alfabética de nombres de estrellas (como Achernar) con sus respectivas denominación de Bayer, magnitud, y constelación.
Una "Segunda Parte" del "Urania's Mirror" (incluyendo ilustraciones de los planetas y un planetario portátil) llegó a anunciarse, pero no hay evidencias de que llegara a publicarse.

## Galería

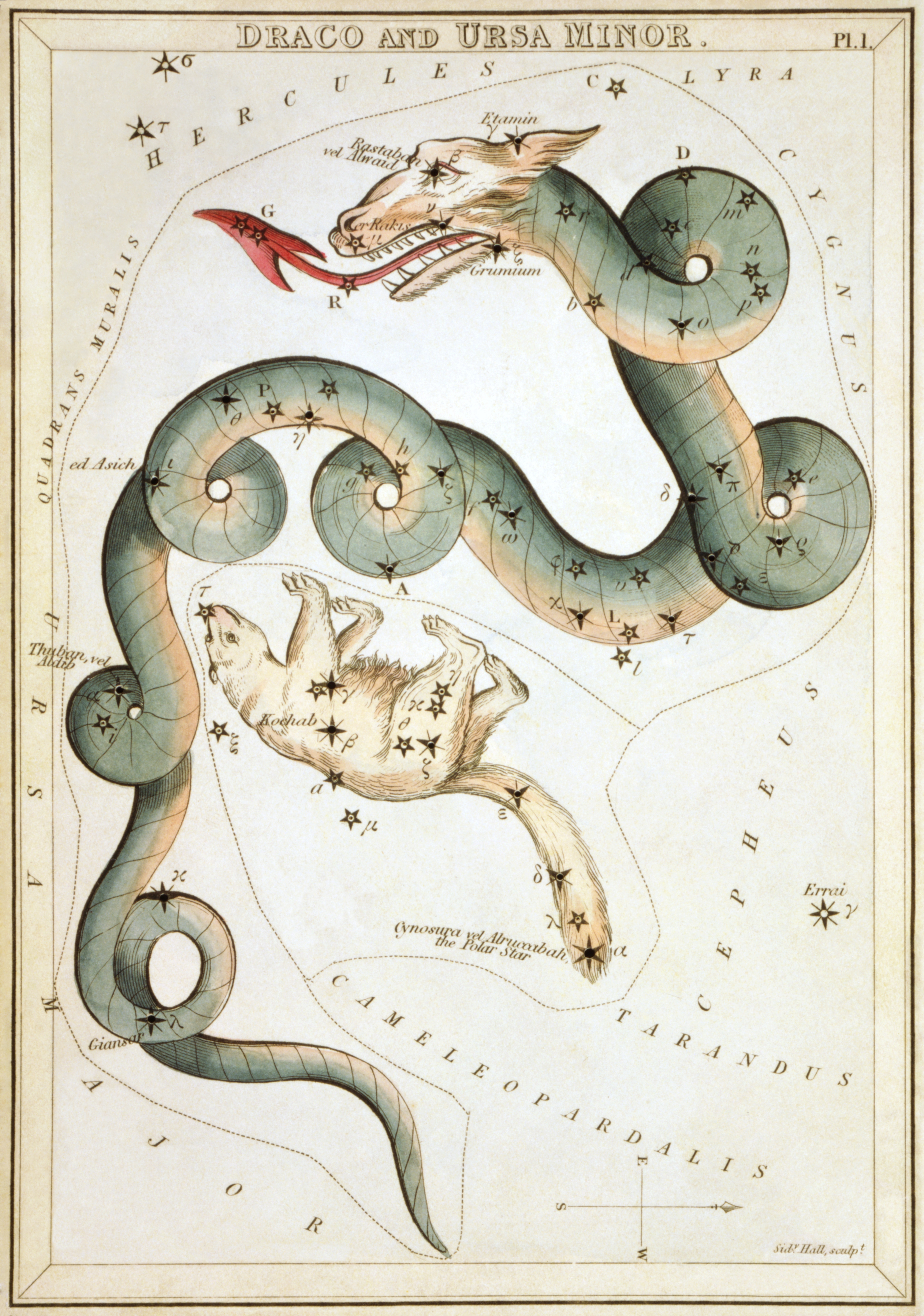
Tarjeta 1: Draco y Ursa Minor
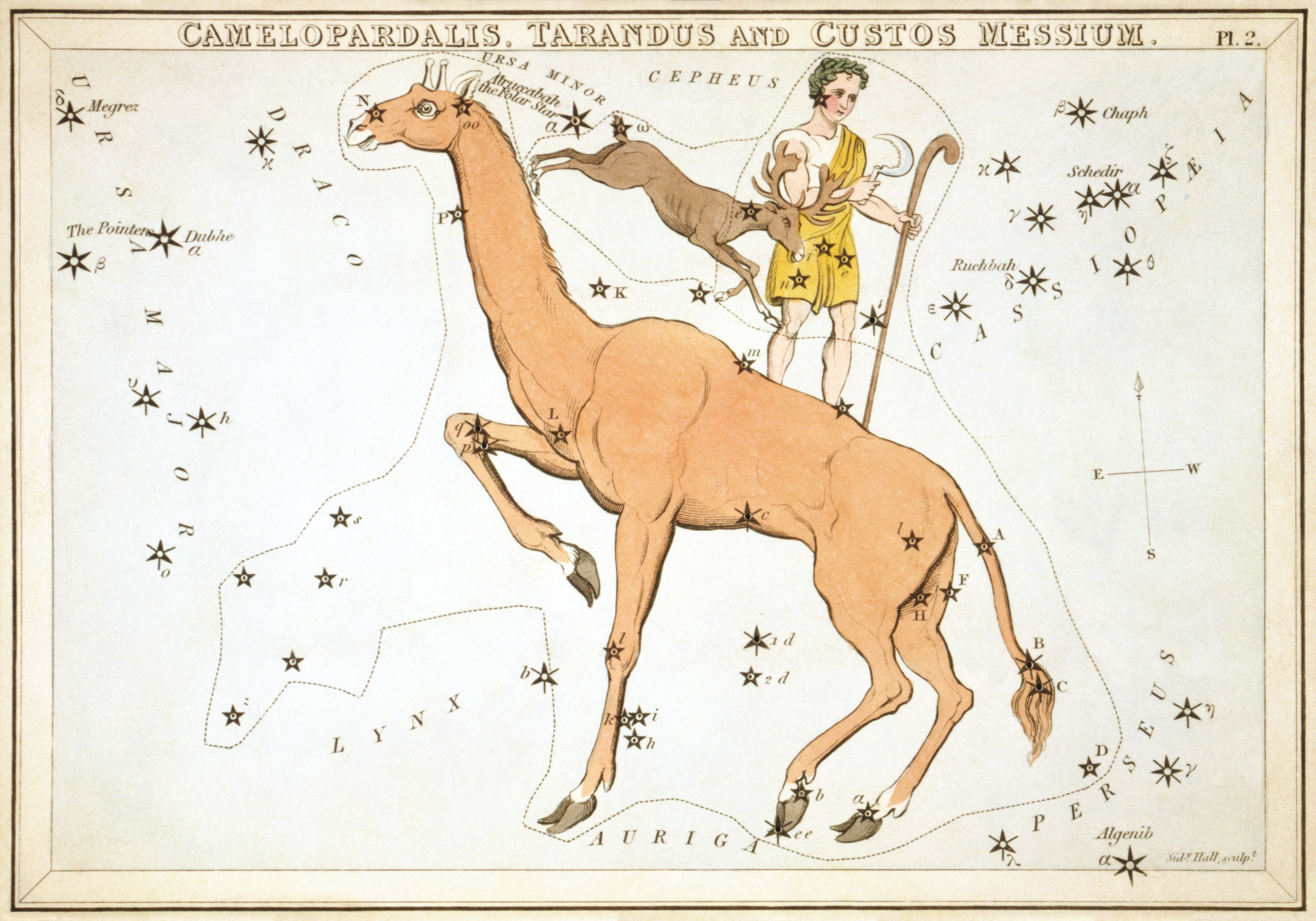
Tarjeta 2: Camelopardalis, Tarandus y Custos Messium
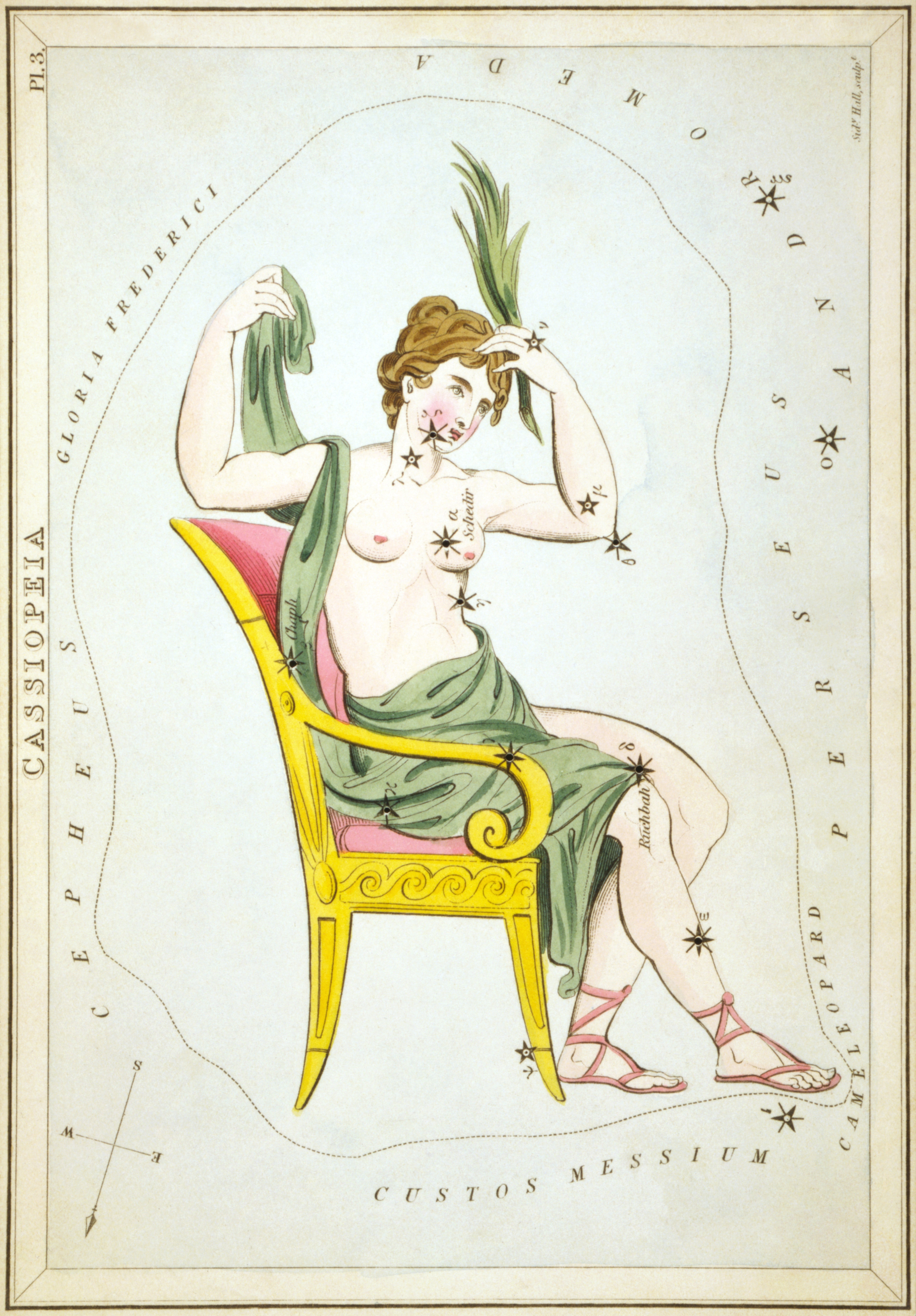
Tarjeta 3: Cassiopeia
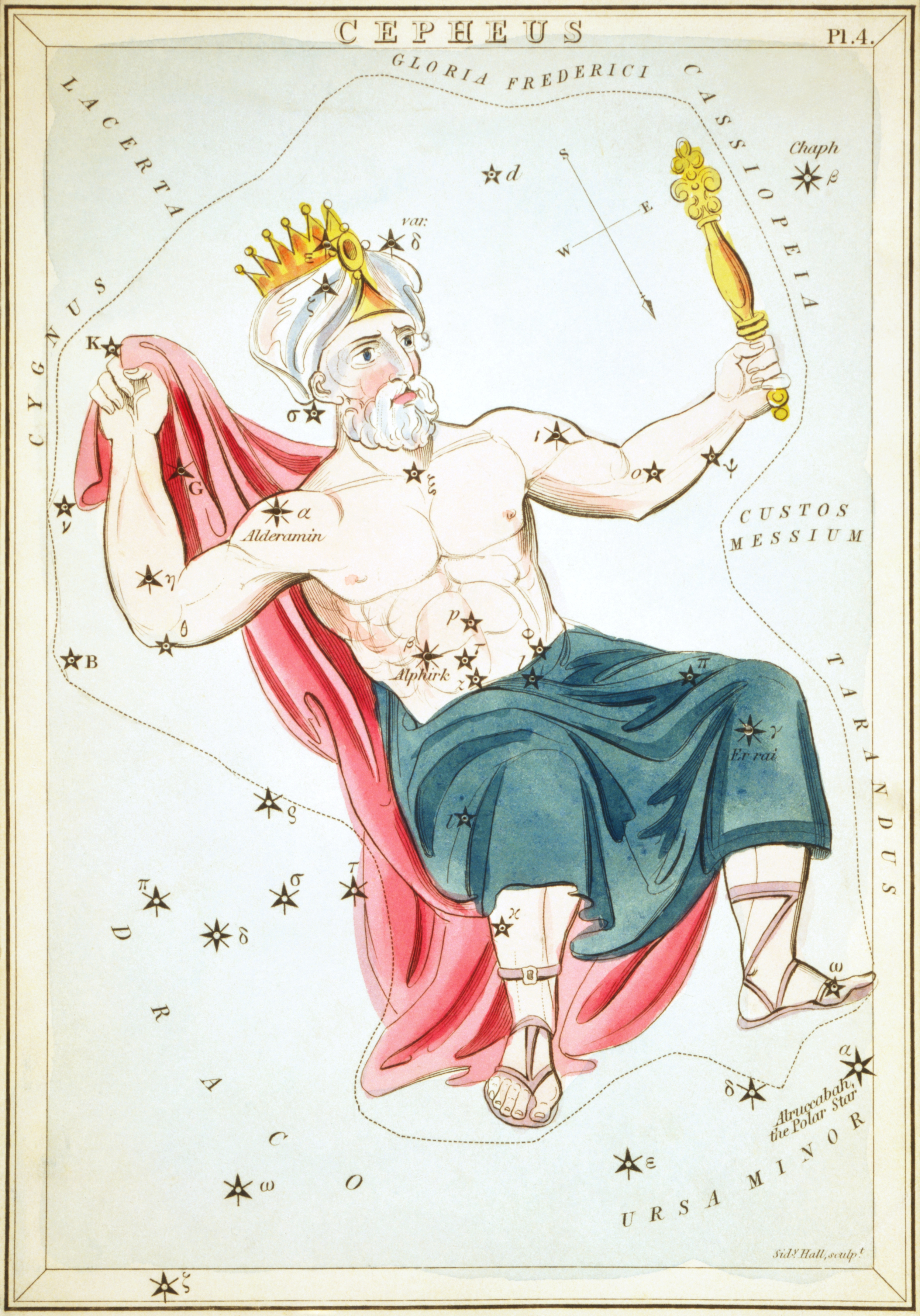
Tarjeta 4: Cepheus
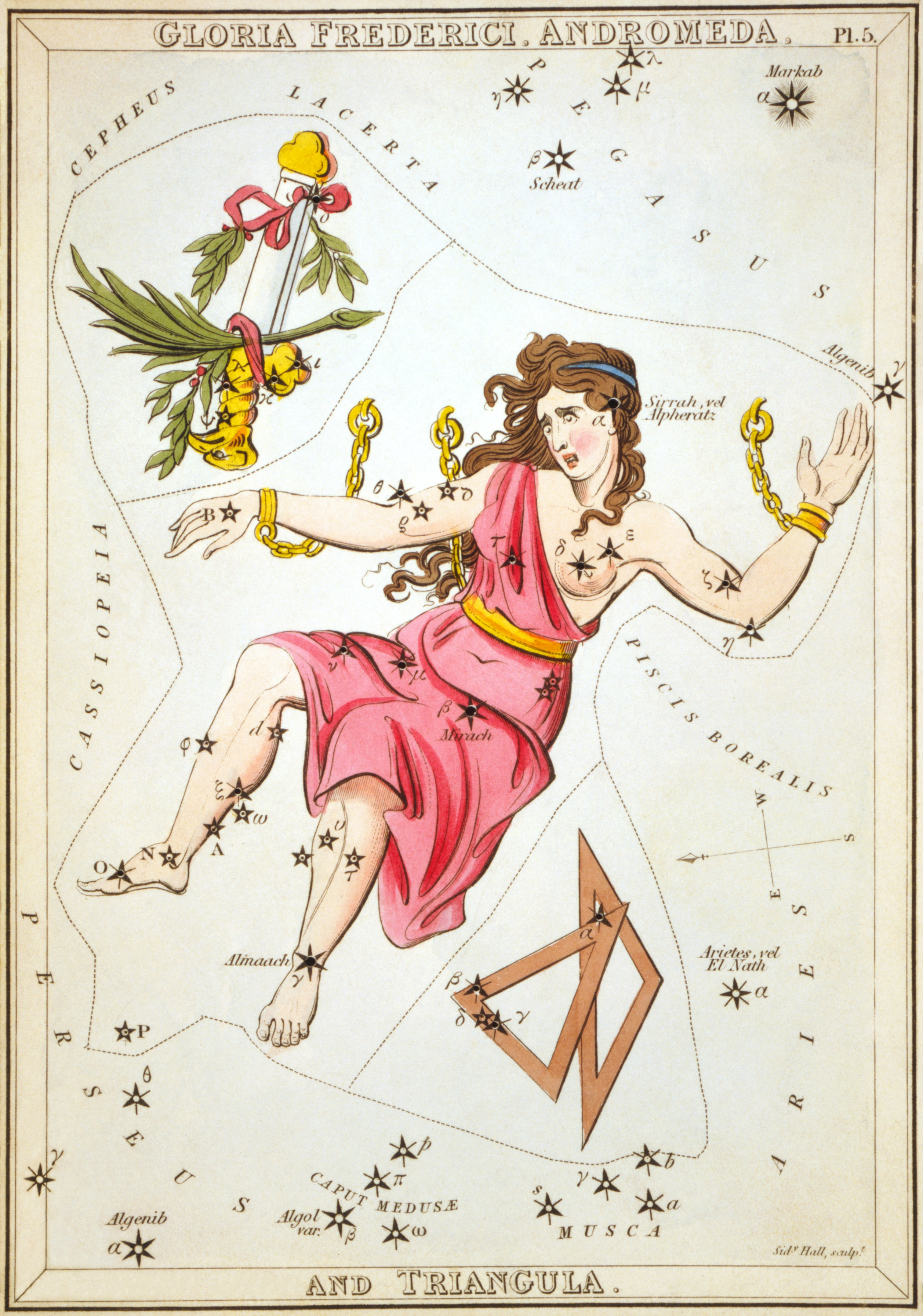
Tarjeta 5: Gloria Frederici, Andrómeda, y Triangula
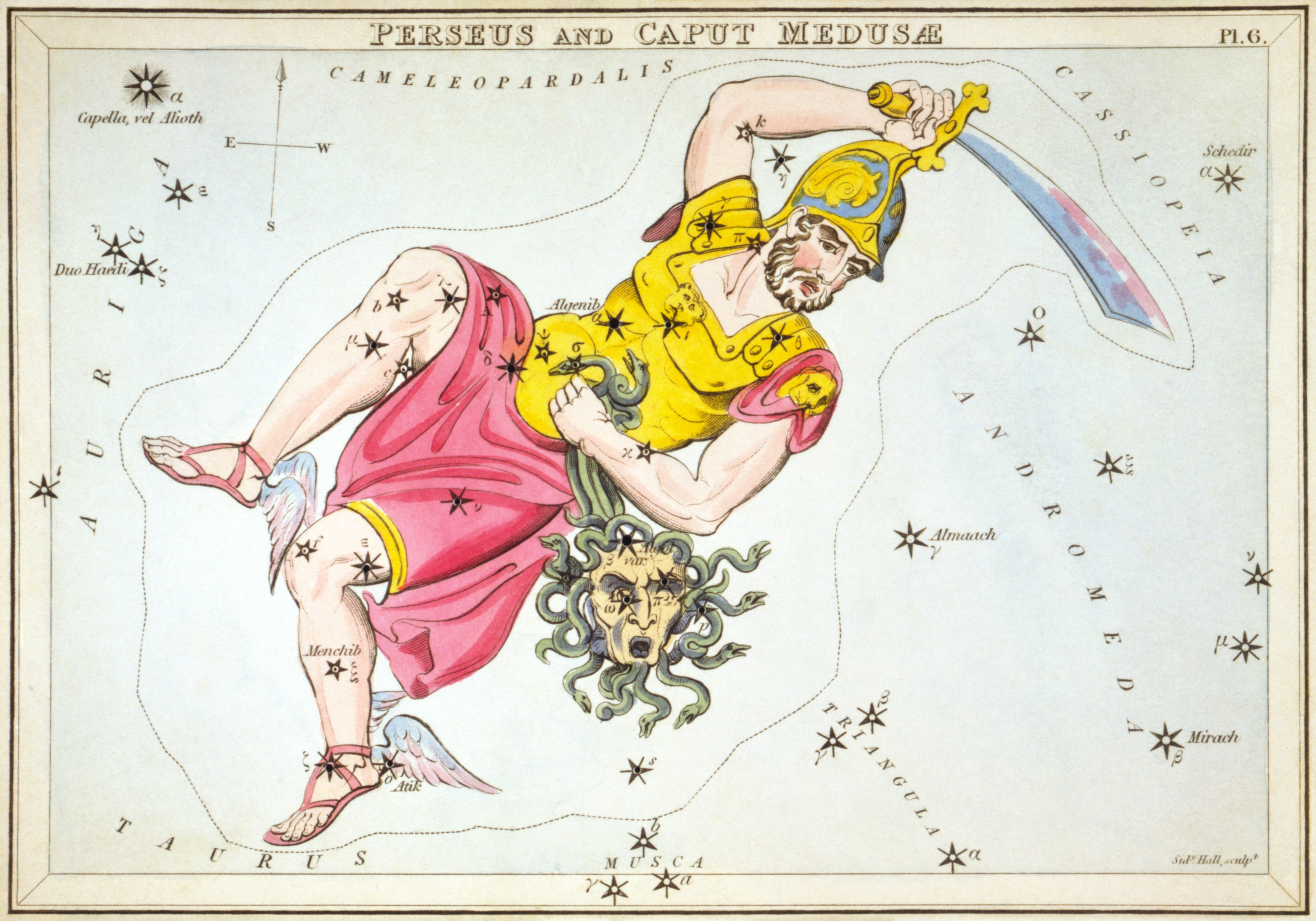
Tarjeta 6: Perseus y Caput Medusæ
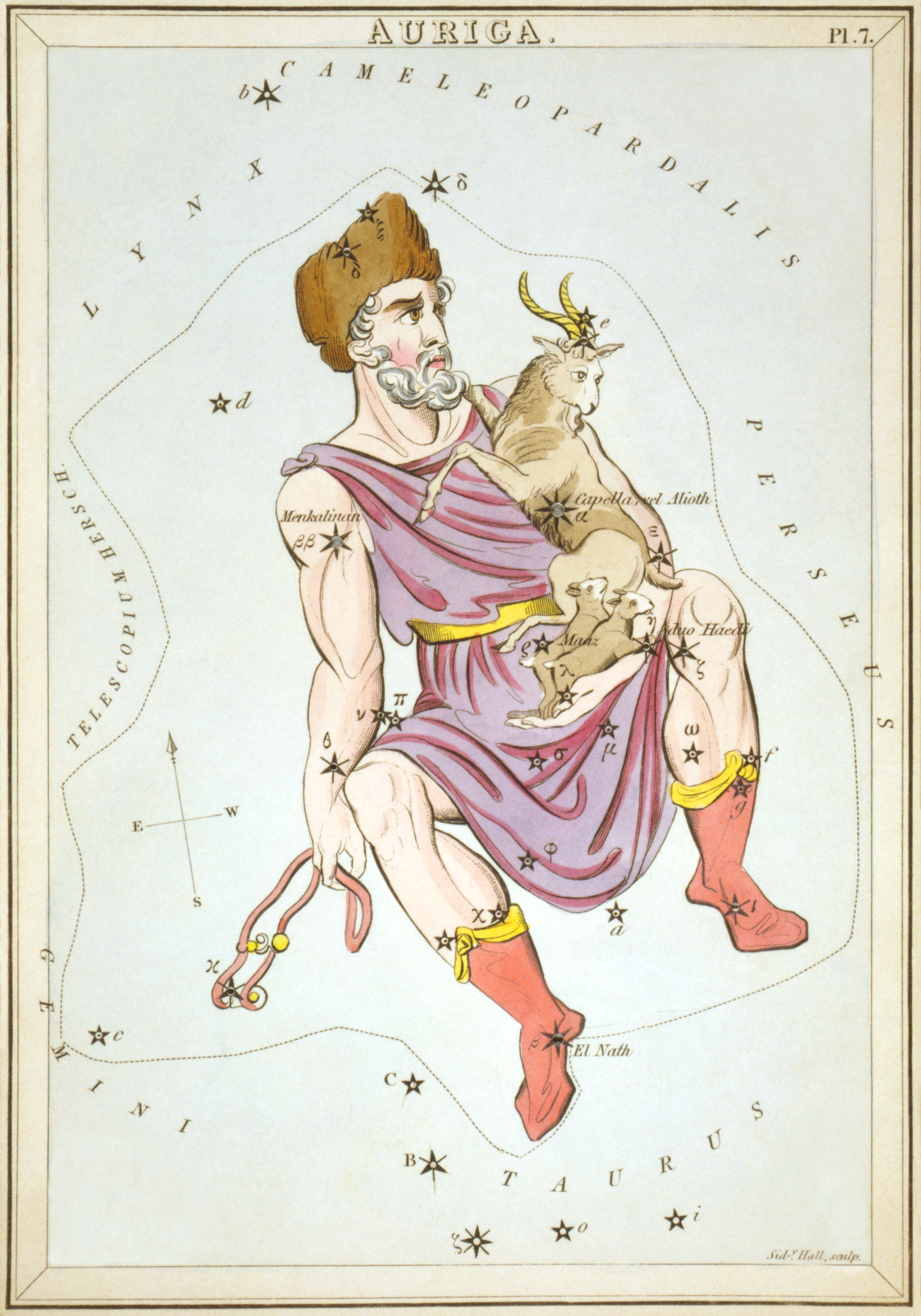
Tarjeta 7: Auriga
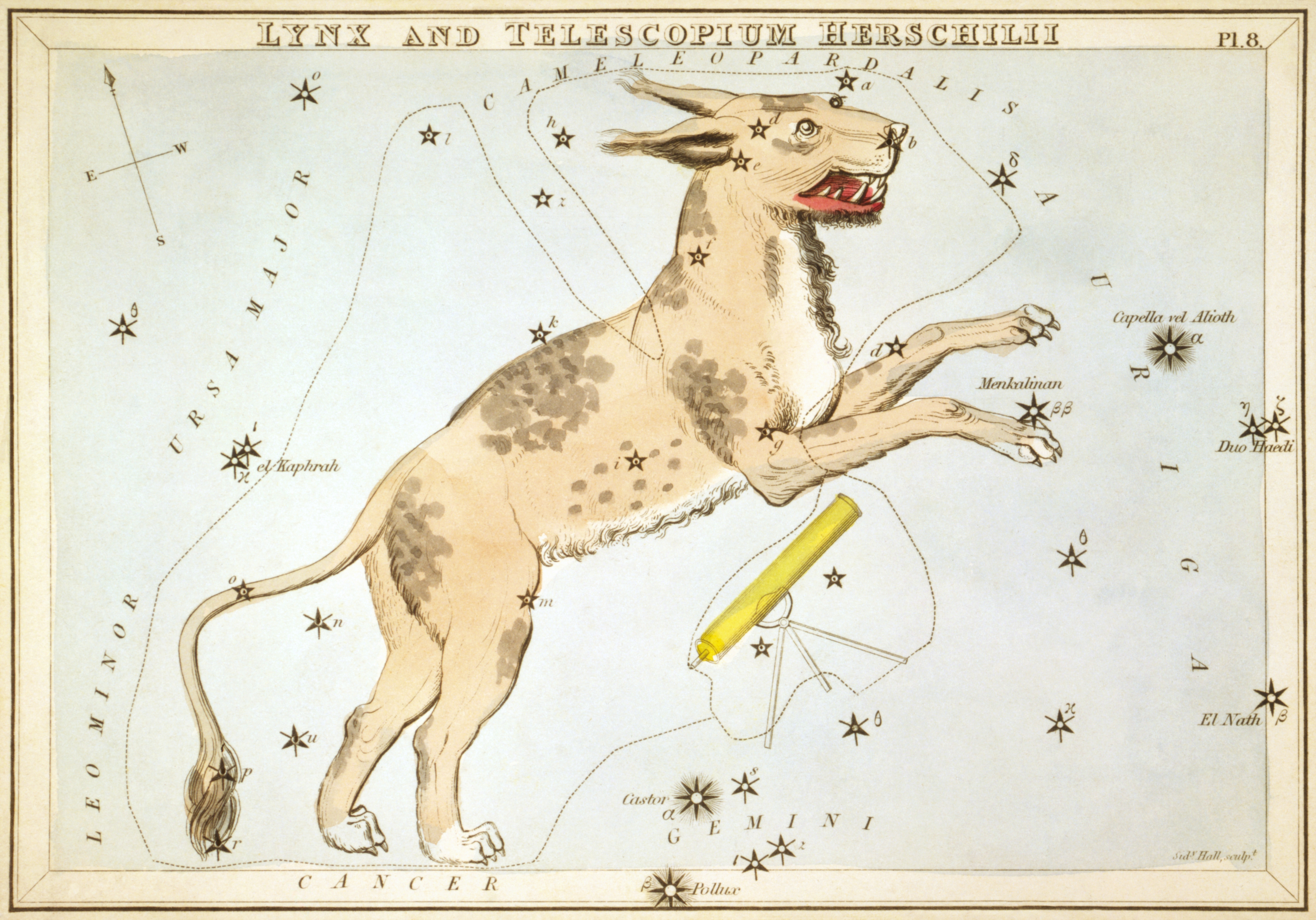
Tarjeta 8: Lince y Telescopium Herschilii
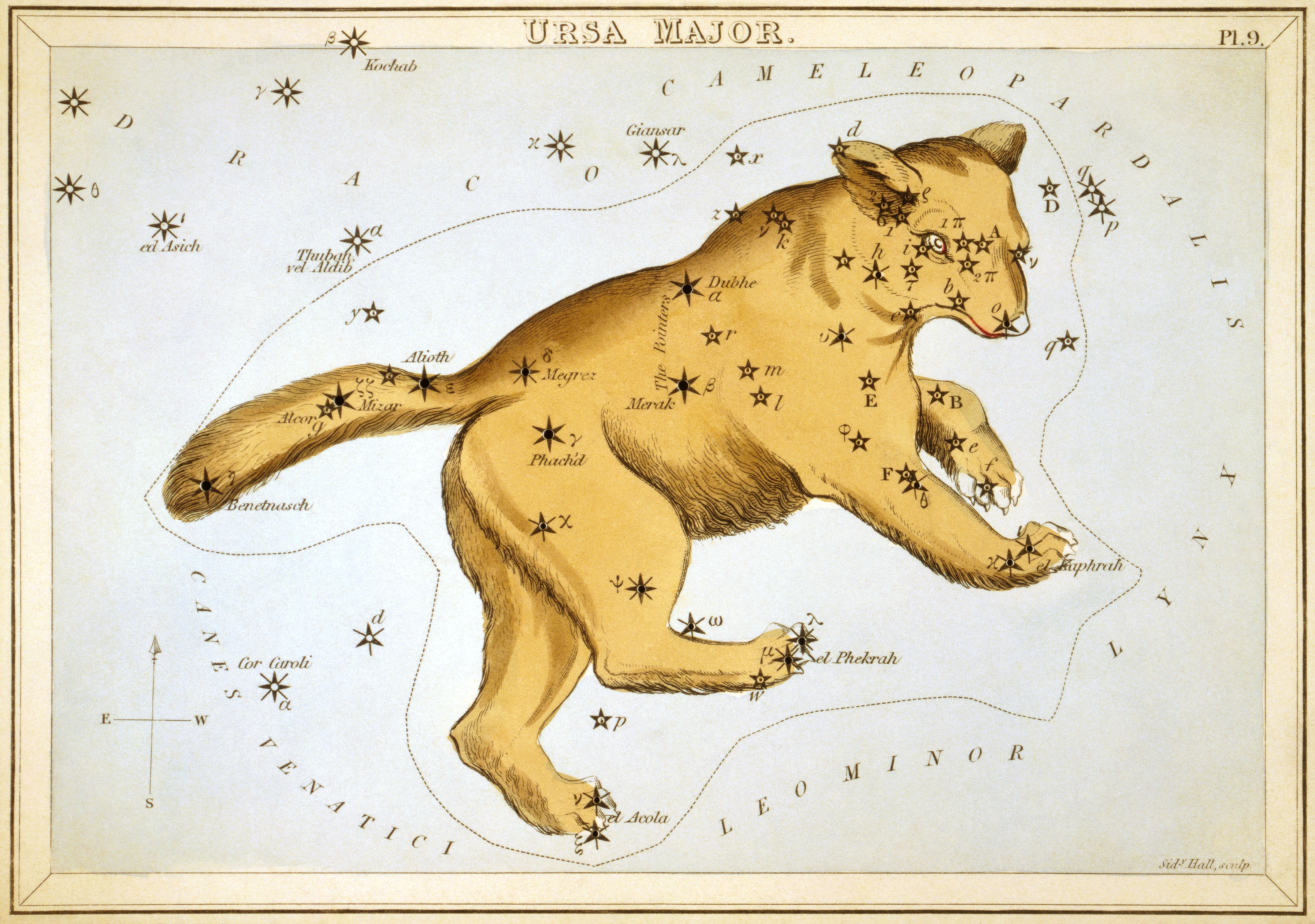
Tarjeta 9: Ursa Major
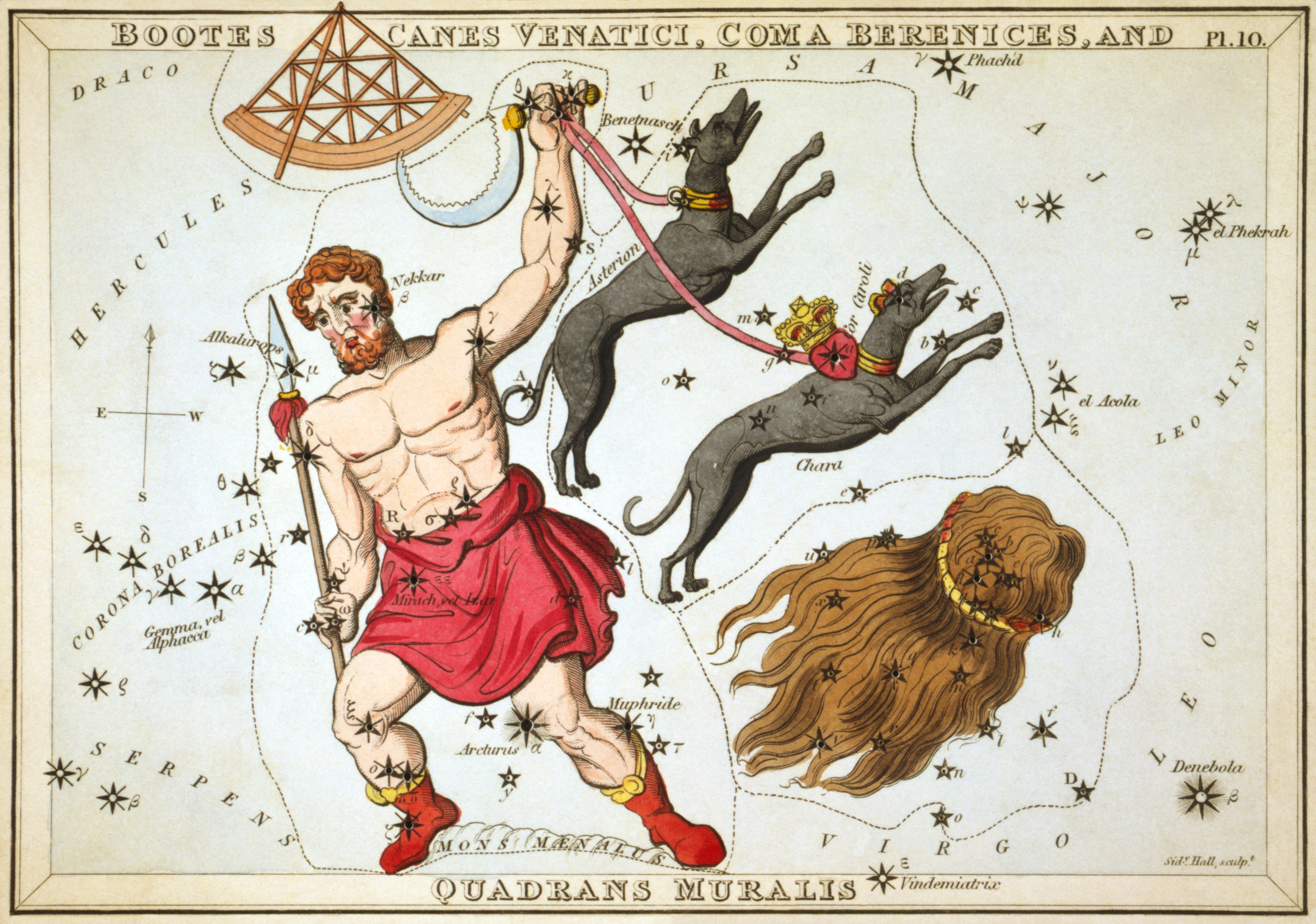
Tarjeta 10: Boötes, Canes Venatici, Coma Berenices, y Quadrans Muralis
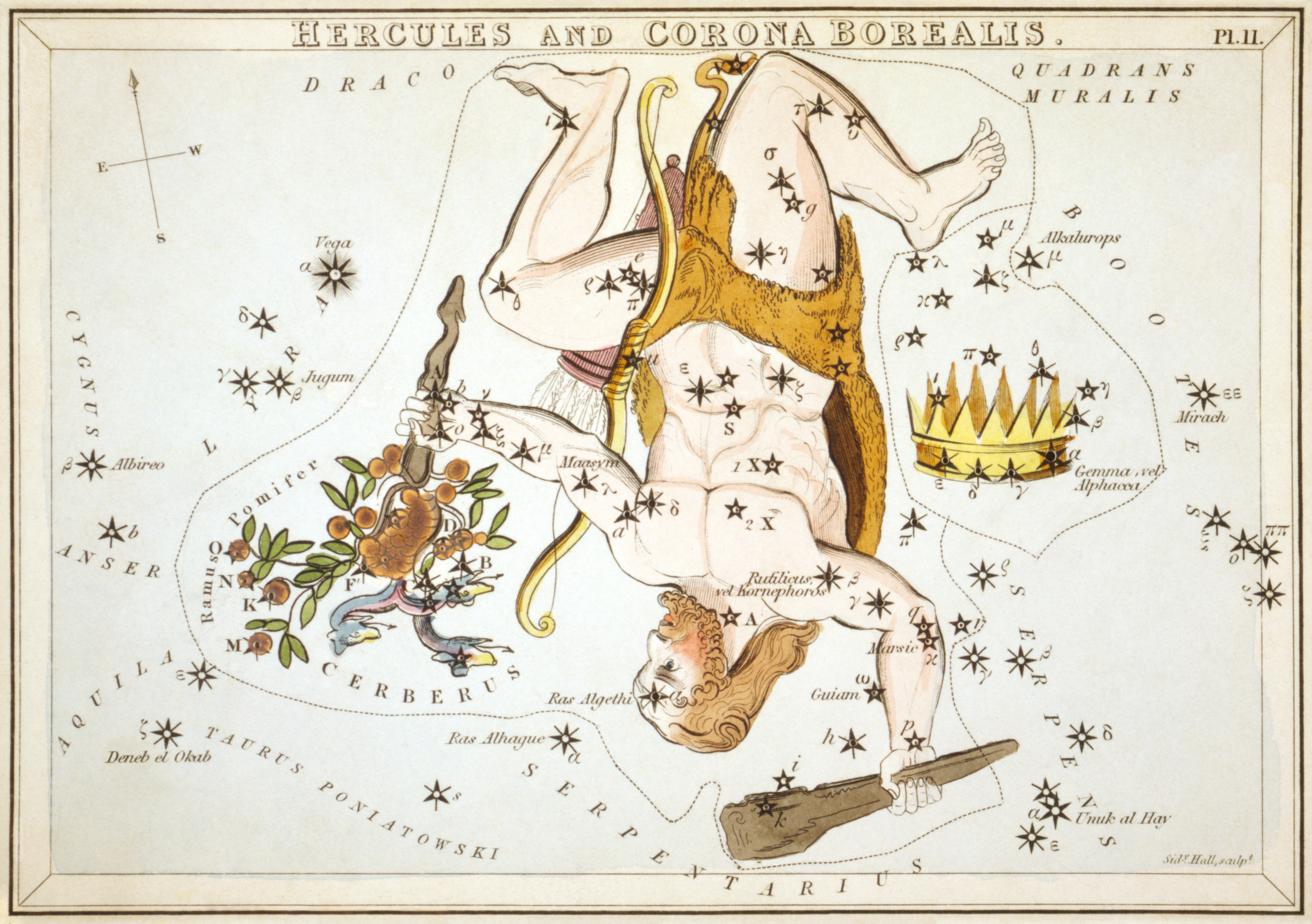
Tarjeta 11: Hércules y Corona Borealis
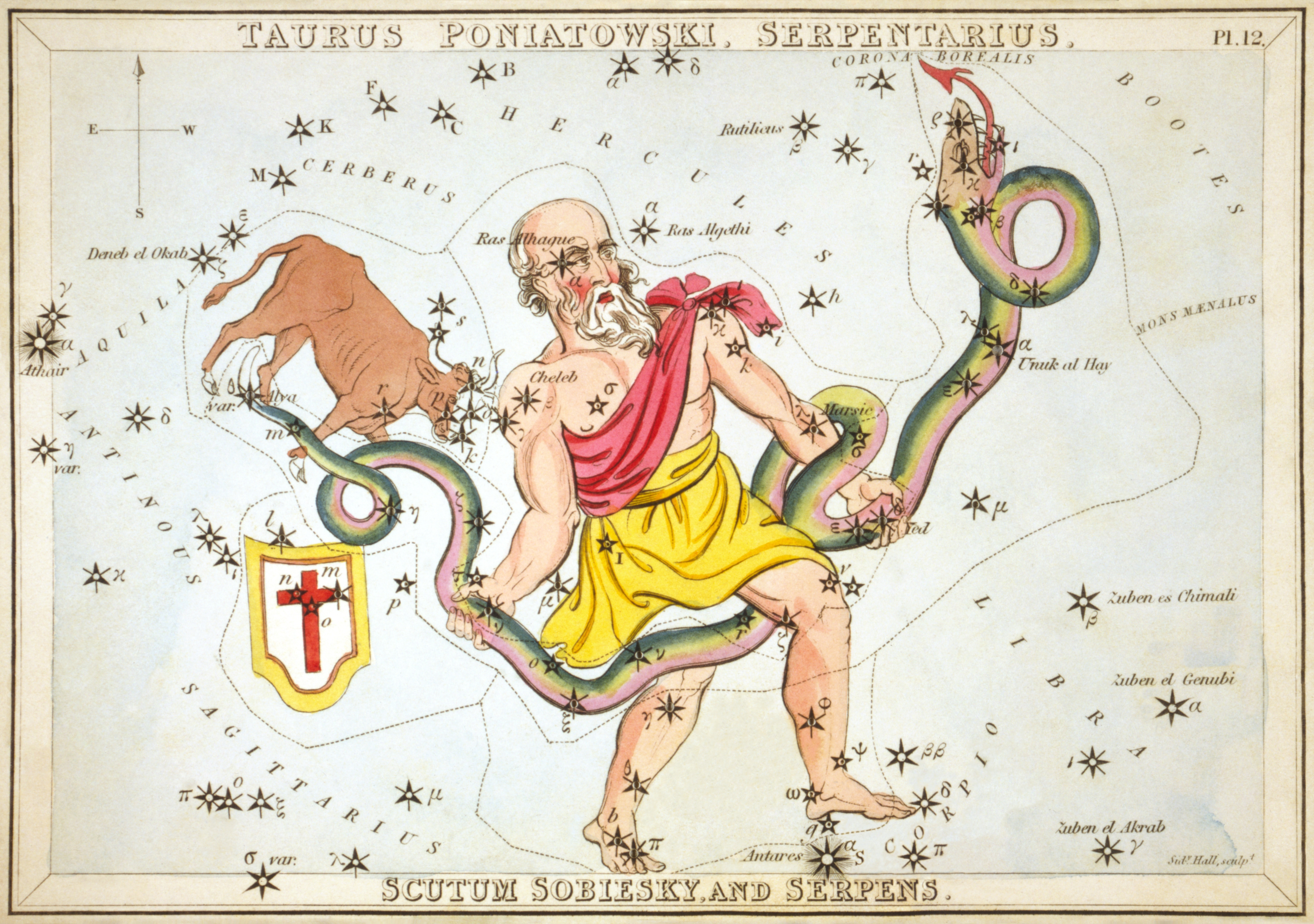
Tarjeta 12: Taurus Poniatowski, Serpentarius, Scutum Sobiesky, y Serpens
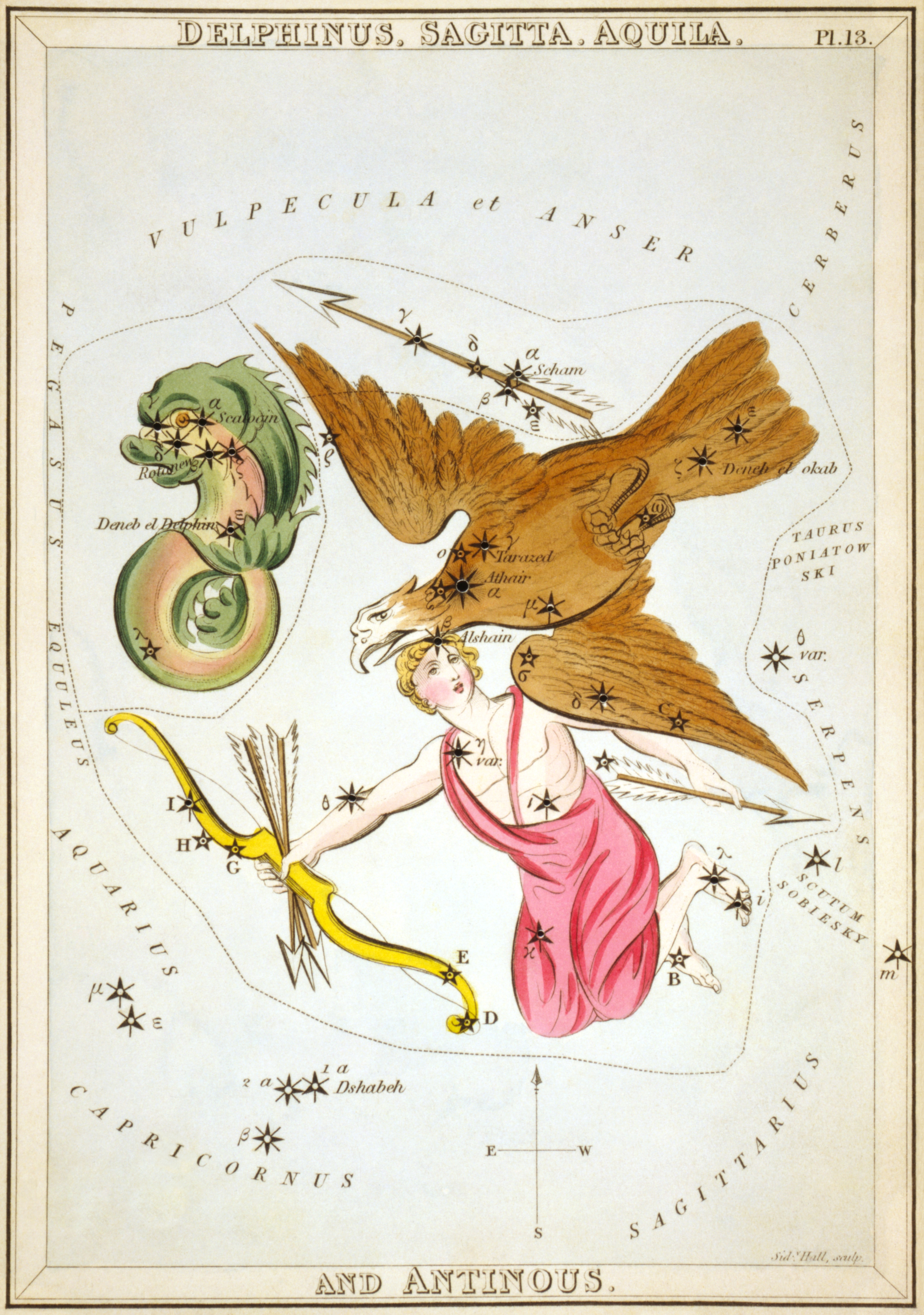
Tarjeta 13: Delphinus, Sagitta, Aquila, y Antinous
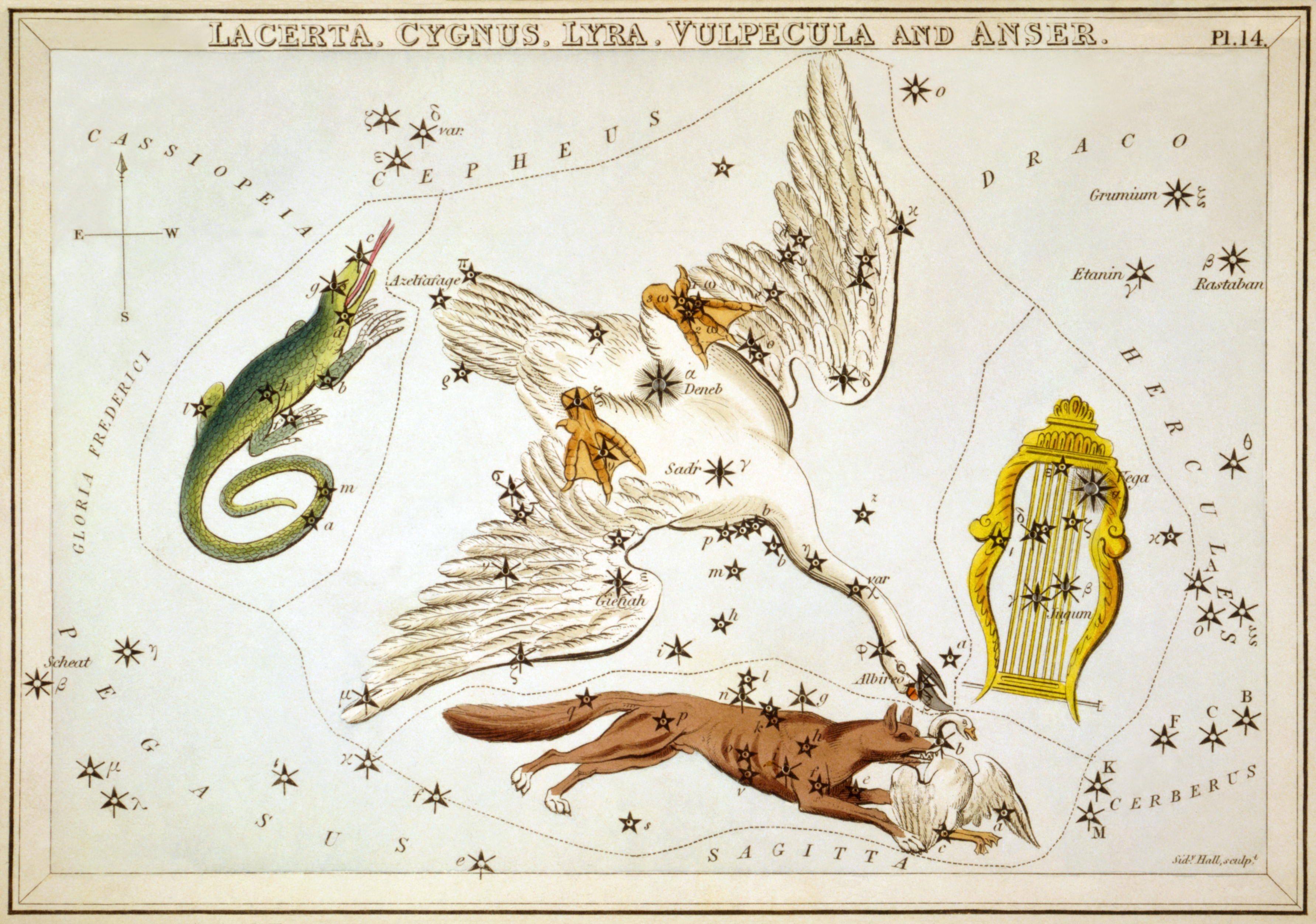
Tarjeta 14: Lacerta, Cygnus, Lyra, Vulpecula y Anser
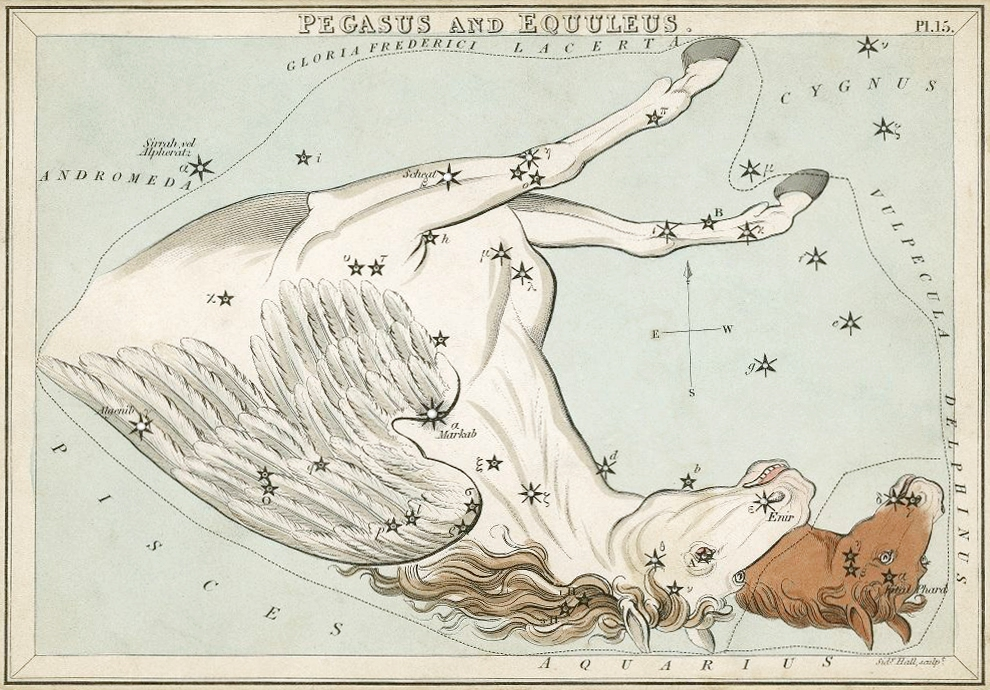
Tarjeta 15: Pegasus y Equuleus
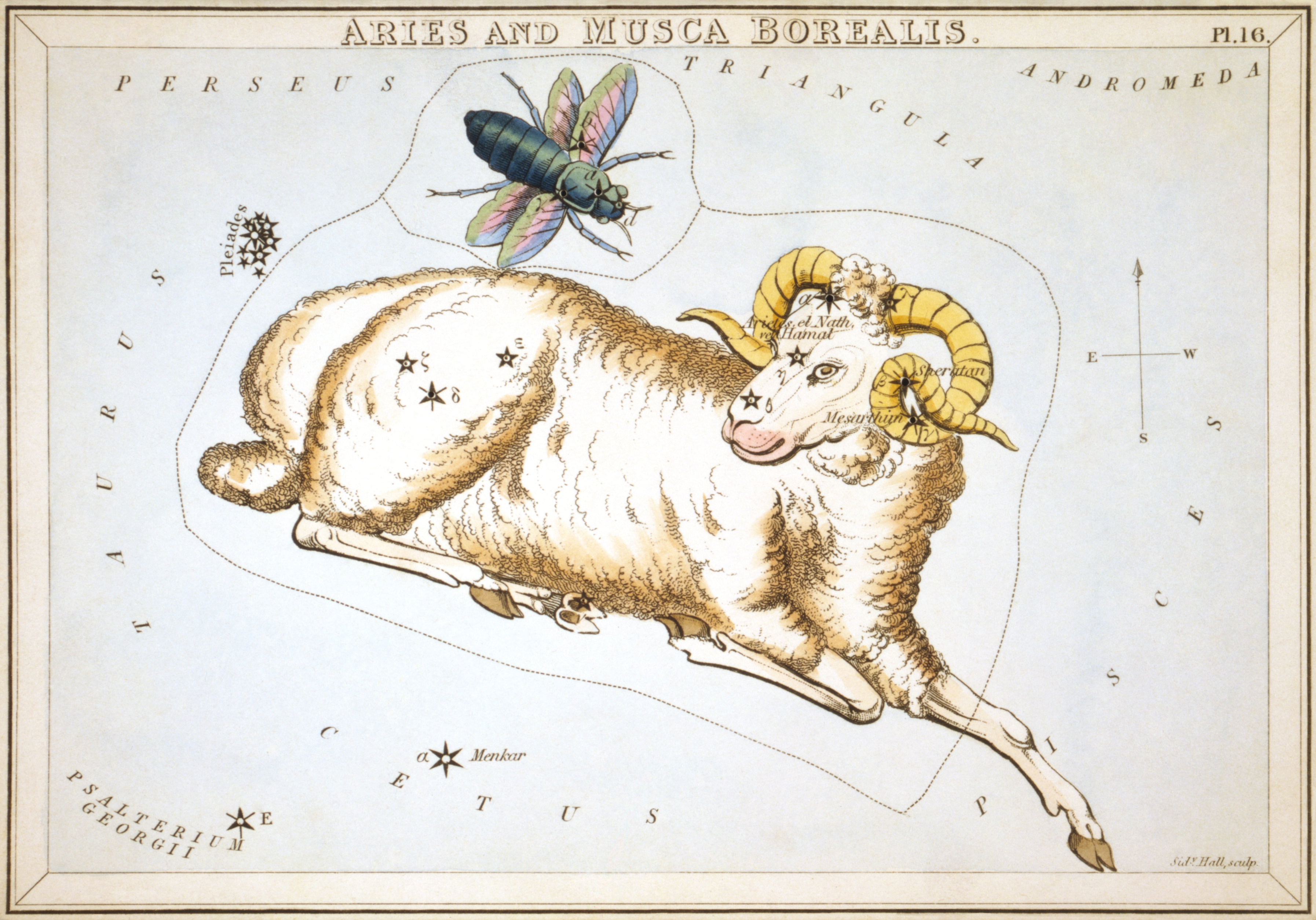
Tarjeta 16: Aries y Musca Borealis
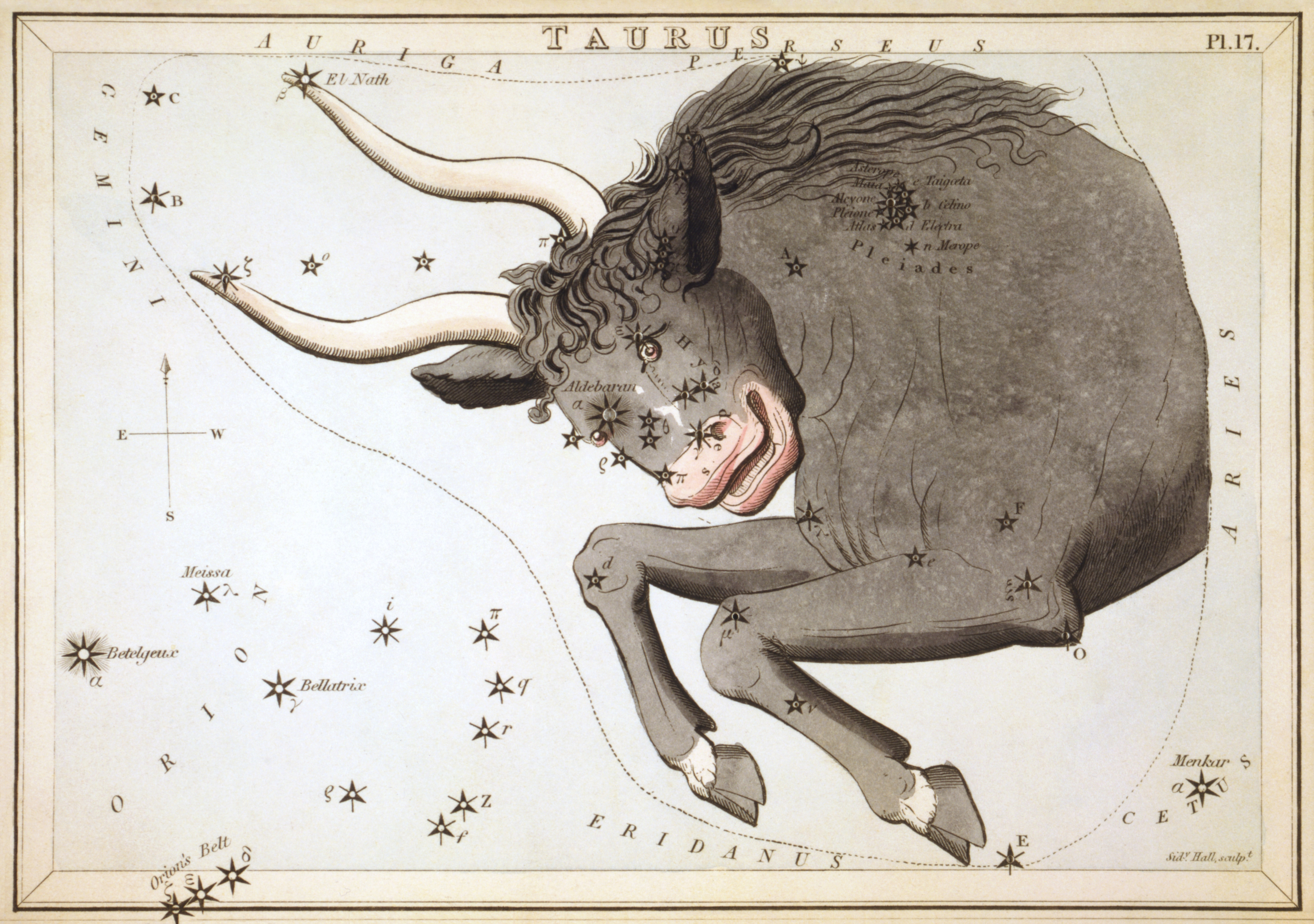
Tarjeta 17: Tauro
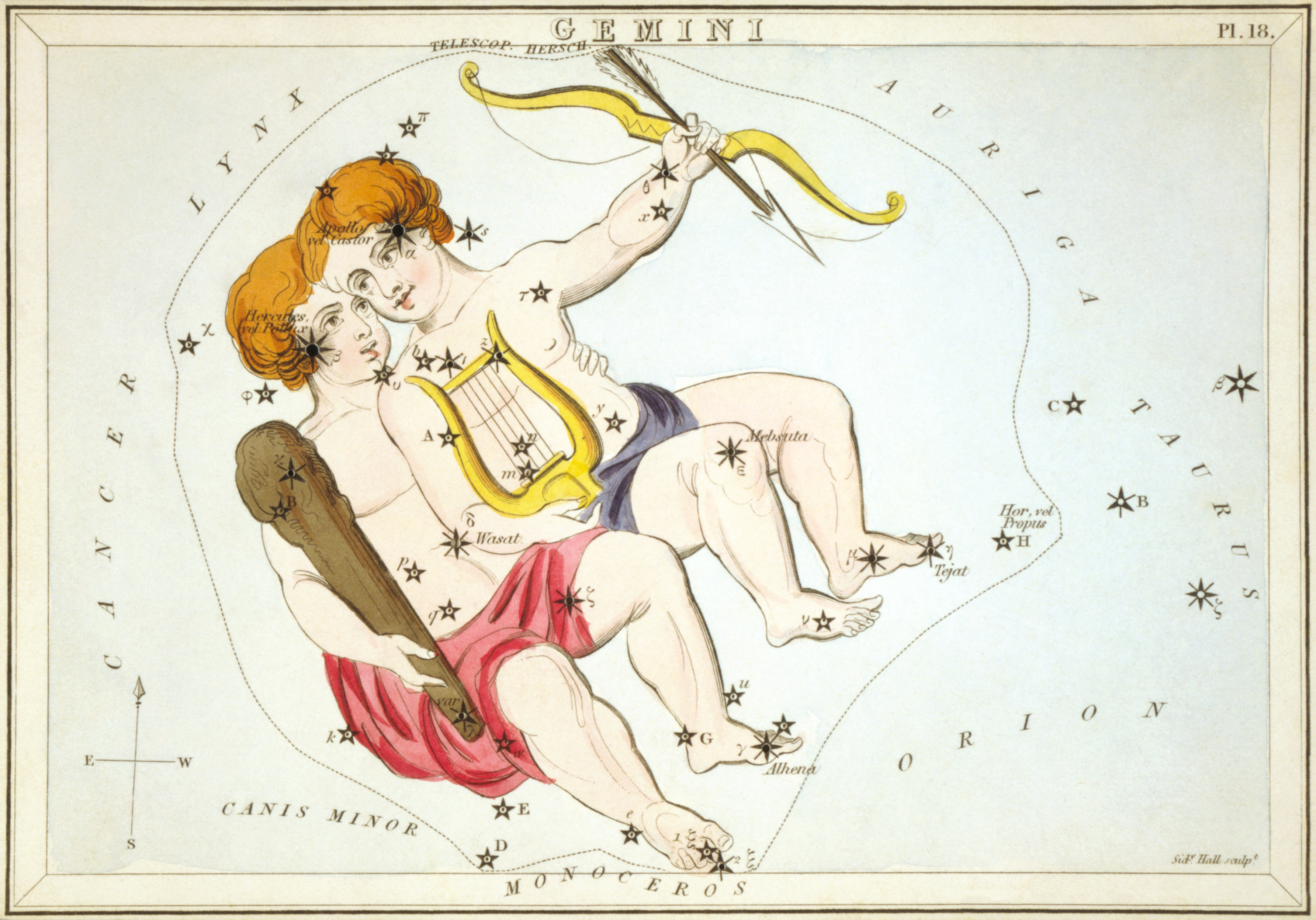
Tarjeta 18: Géminis
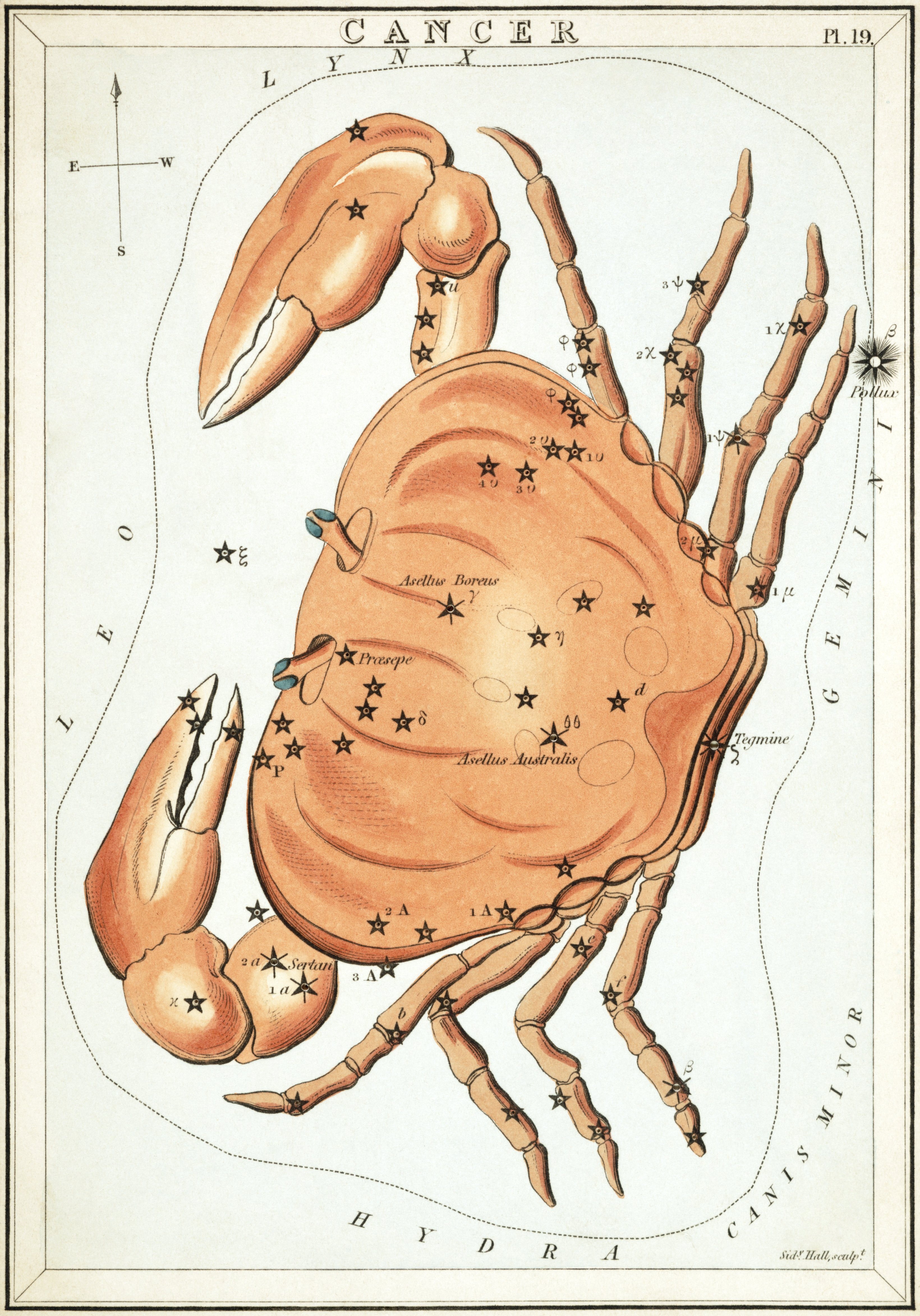
Tarjeta 19: Cáncer
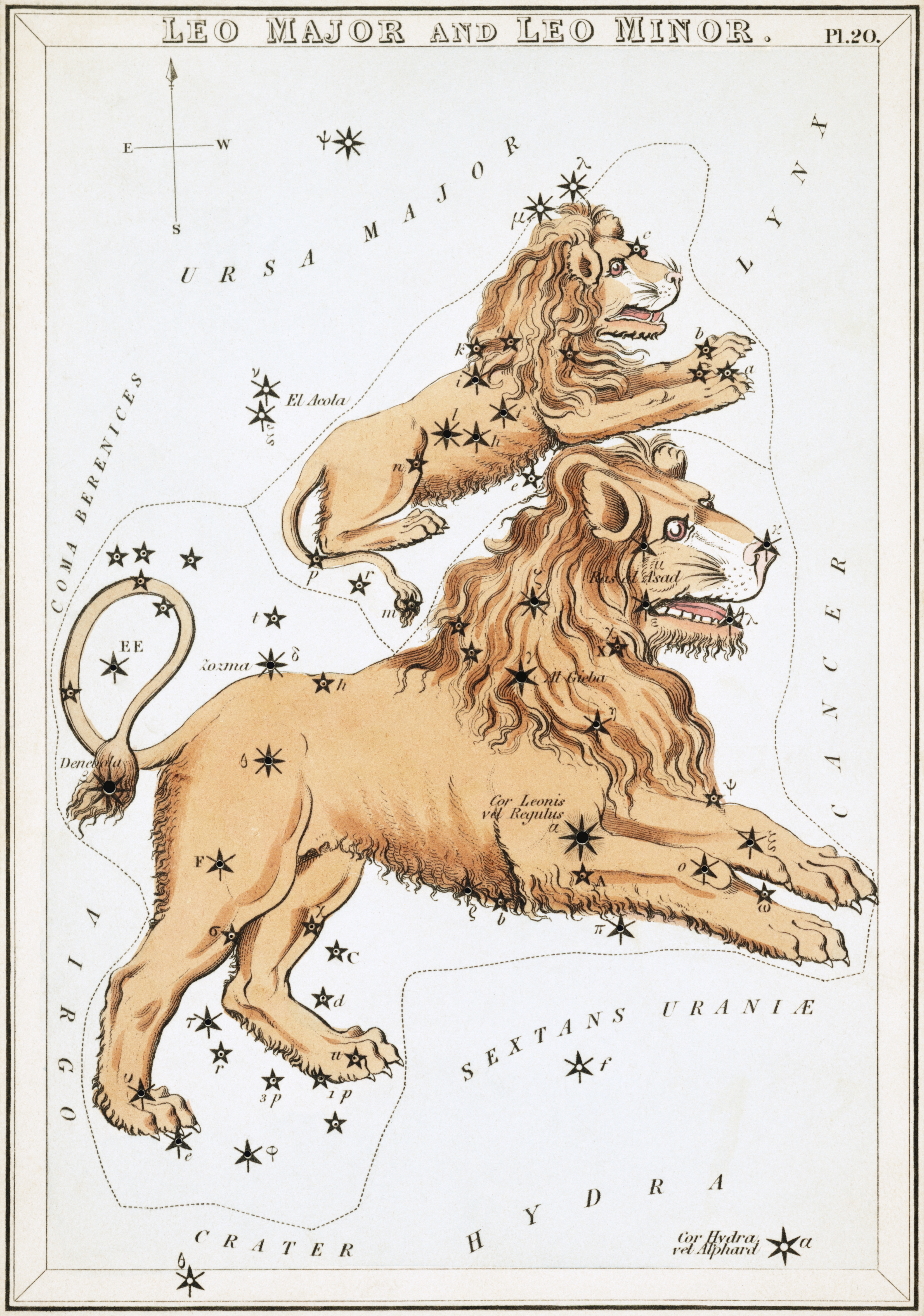
Tarjeta 20: Leo Major y Leo Minor
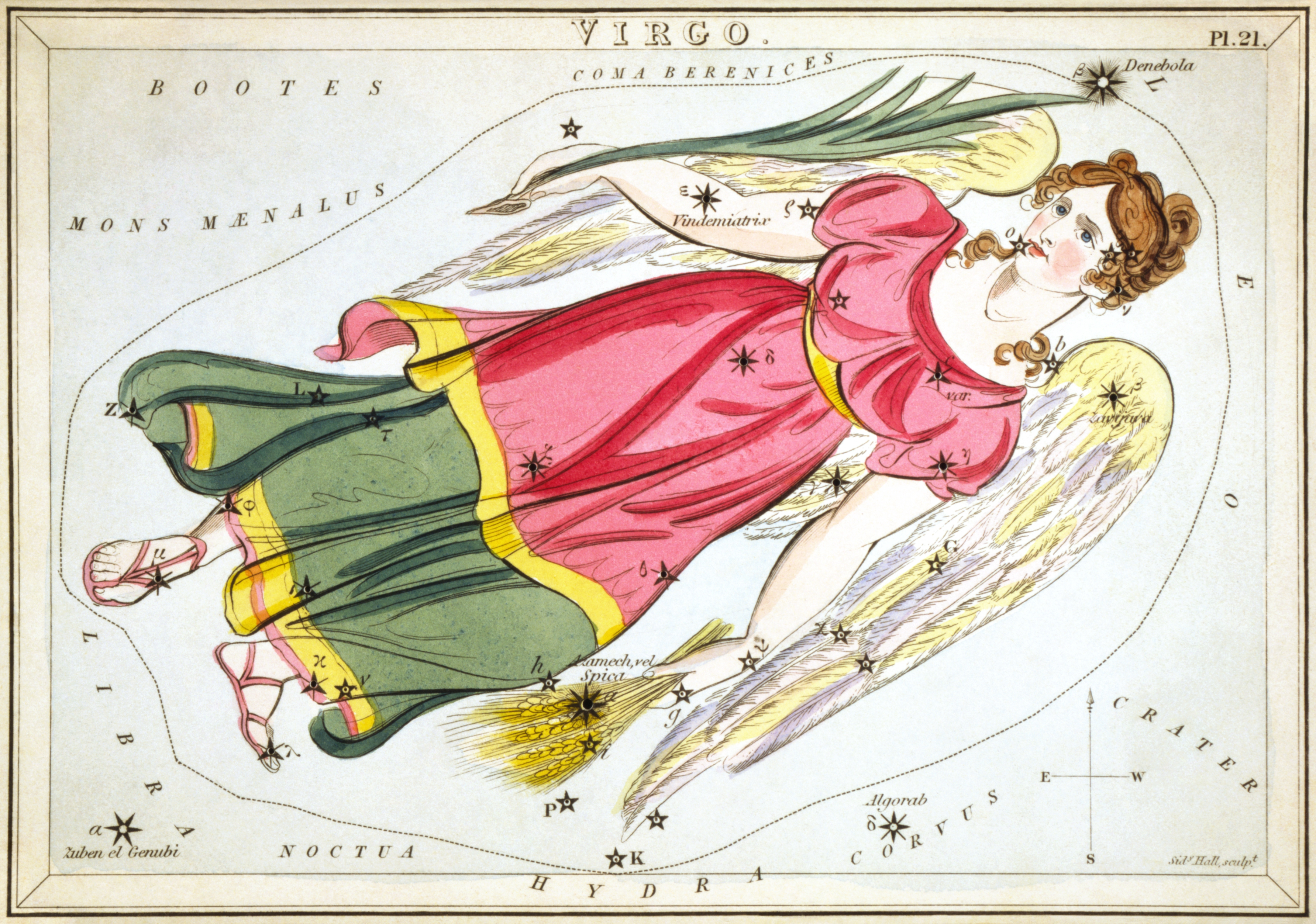
Tarjeta 21: Virgo
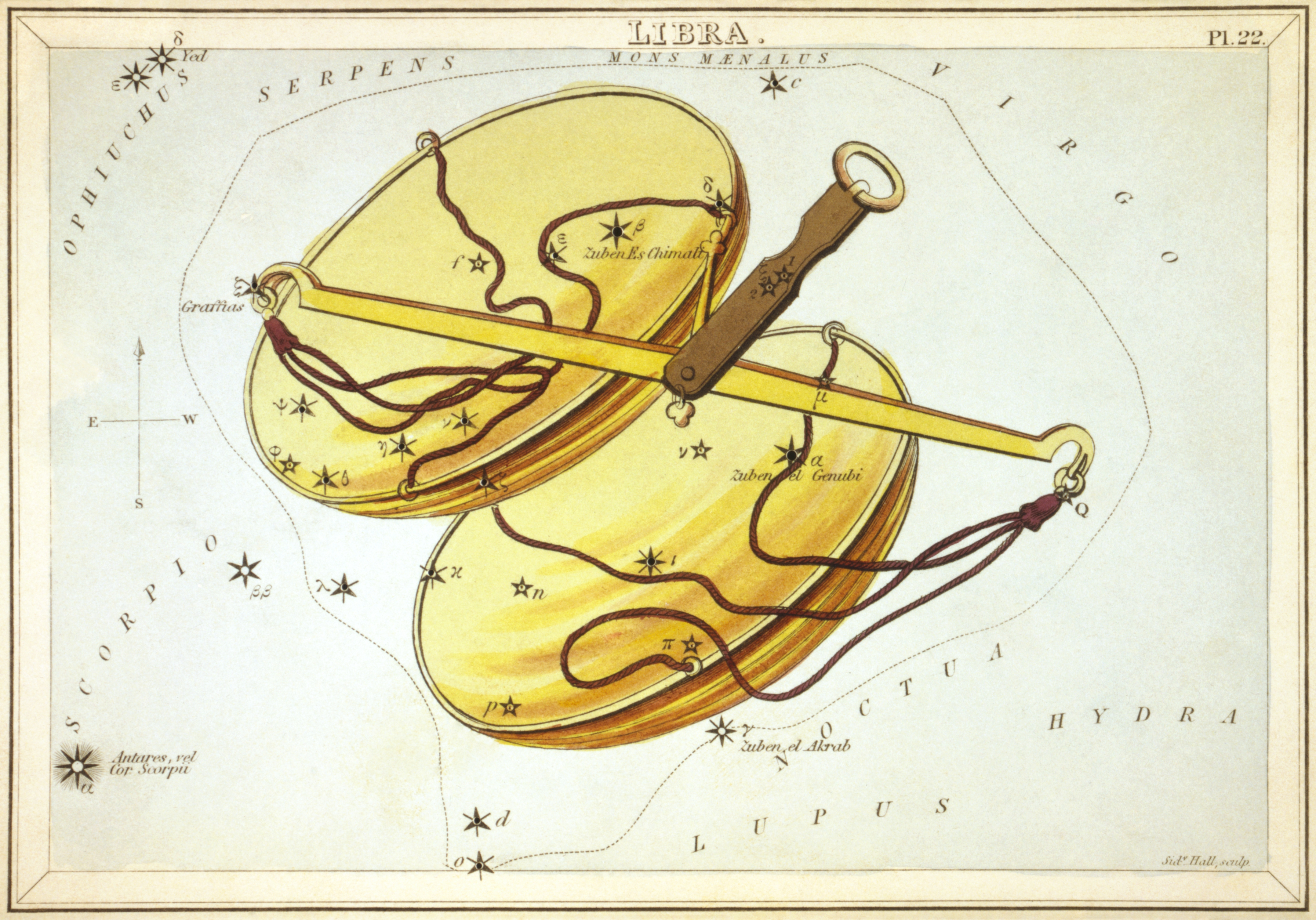
Tarjeta 22: Libra
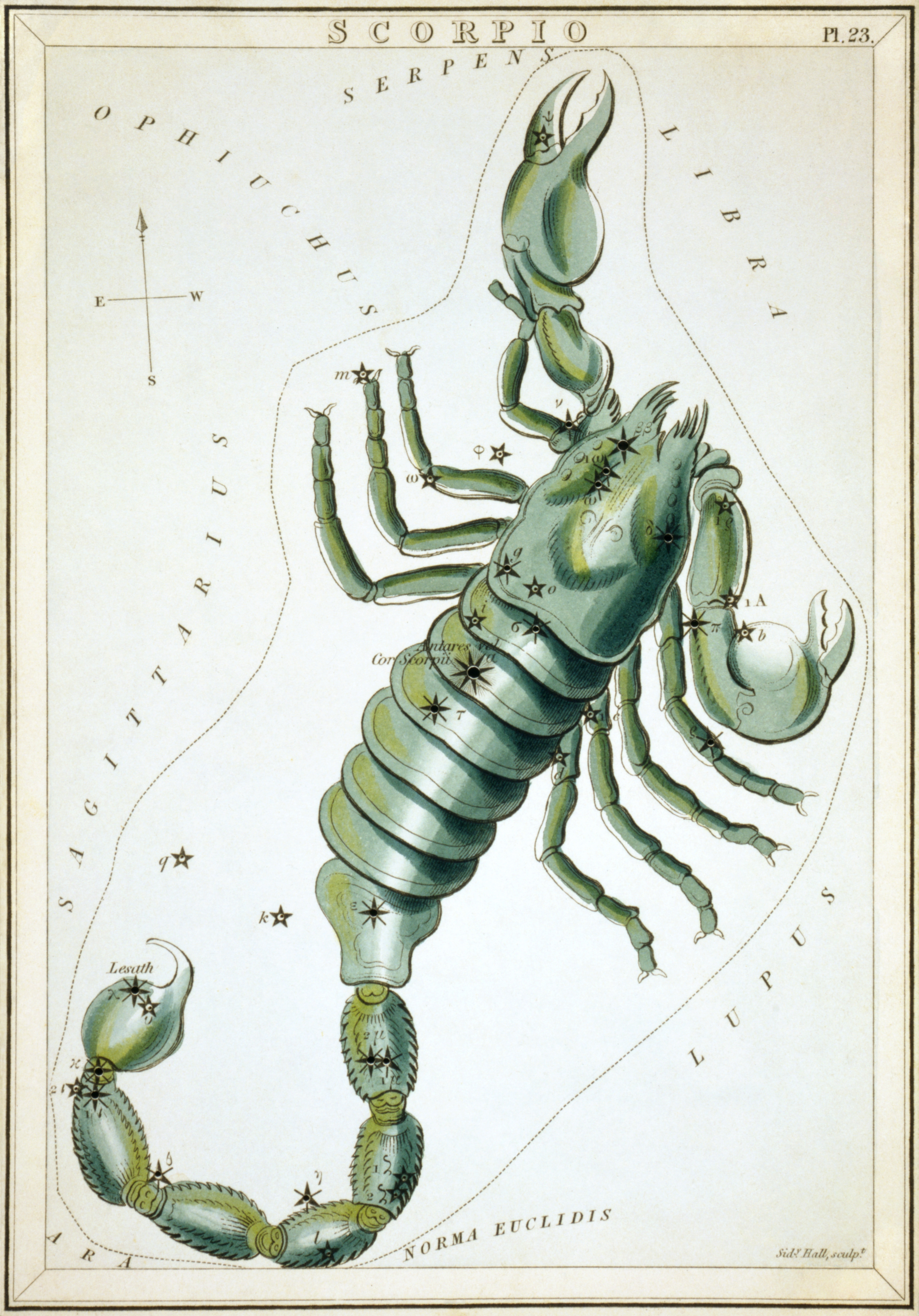
Tarjeta 23: Escorpio
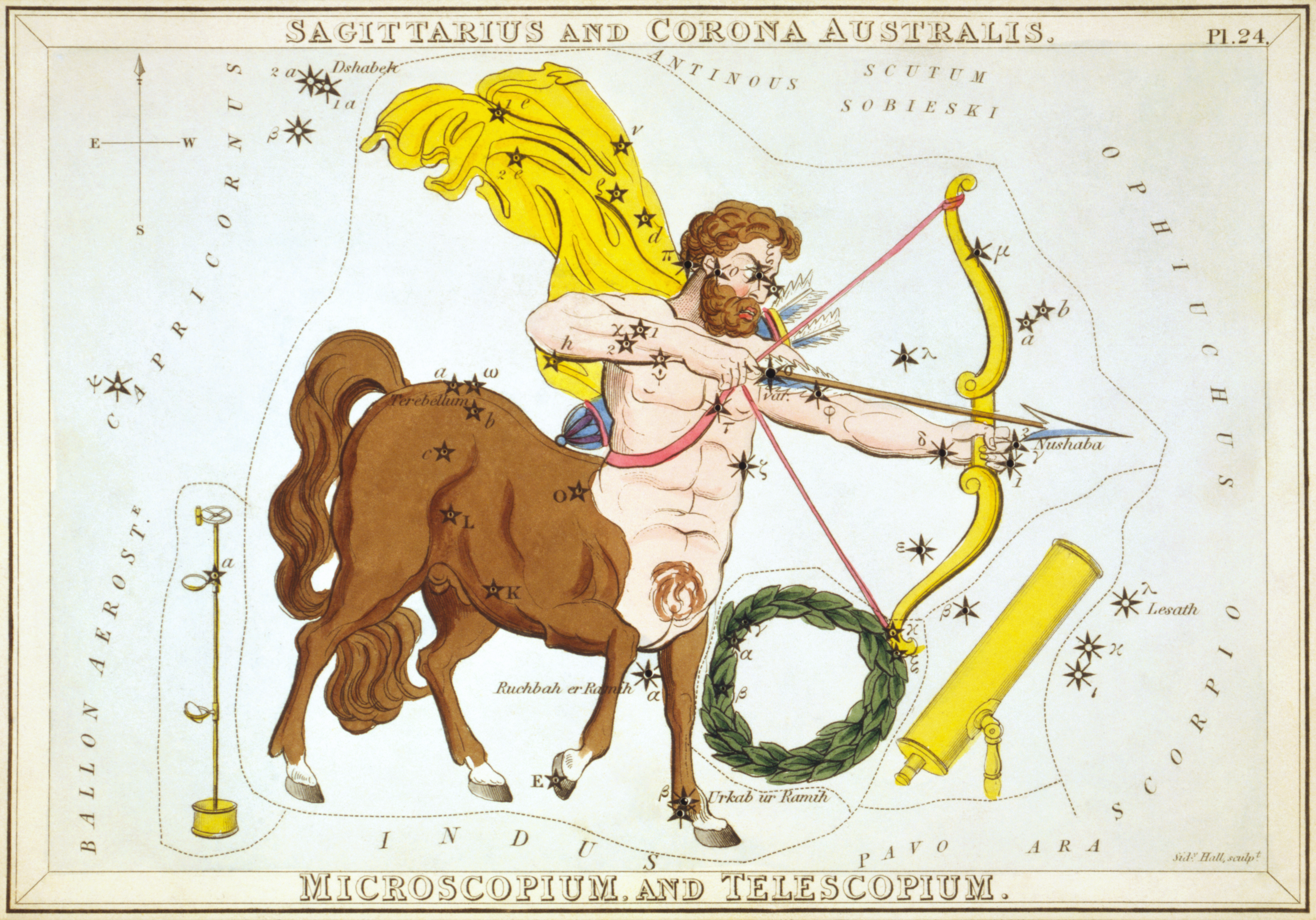
Tarjeta 24: Sagittarius y Corona Australis, Microscopium, y Telescopium
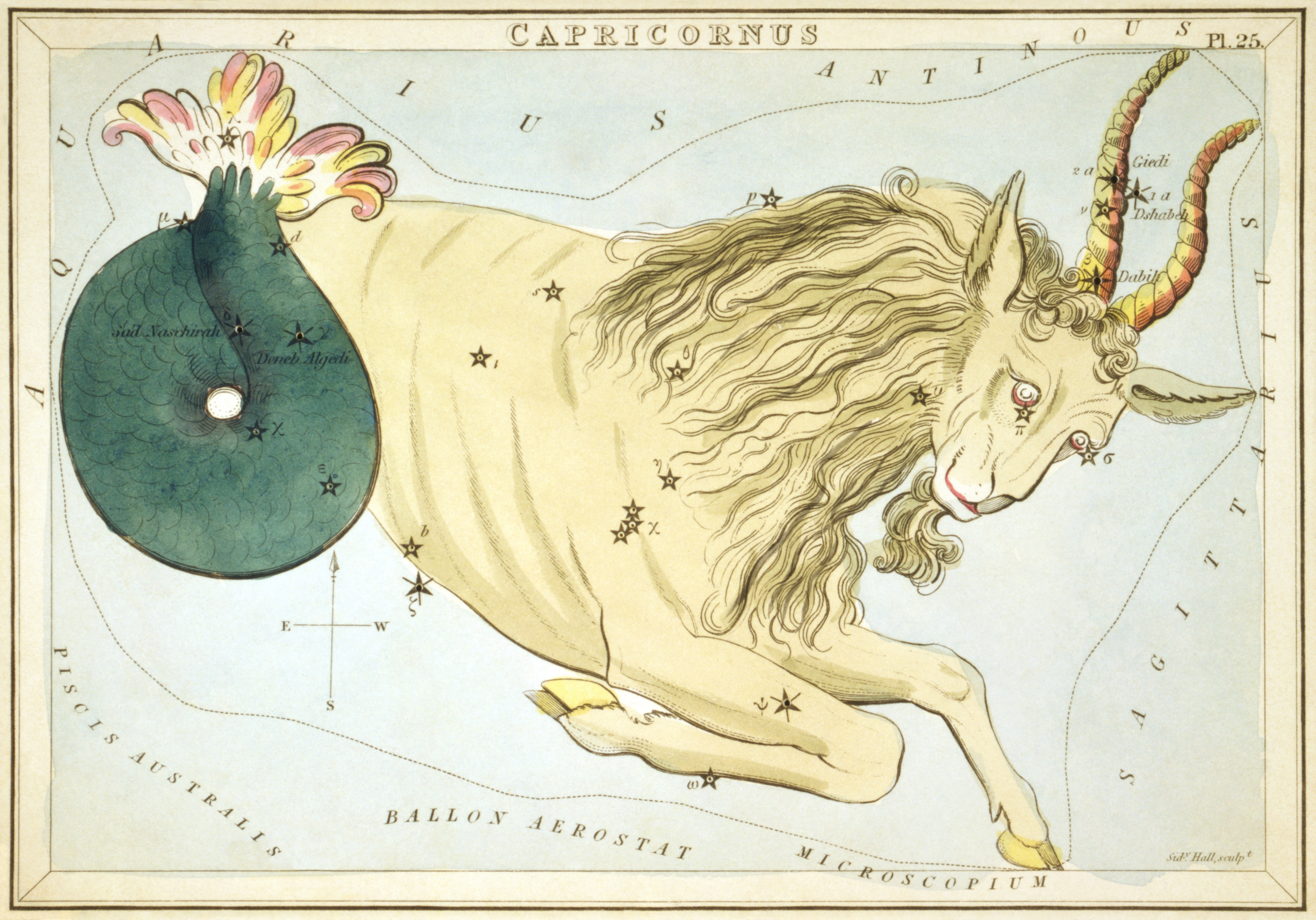
Tarjeta 25: Capricornus
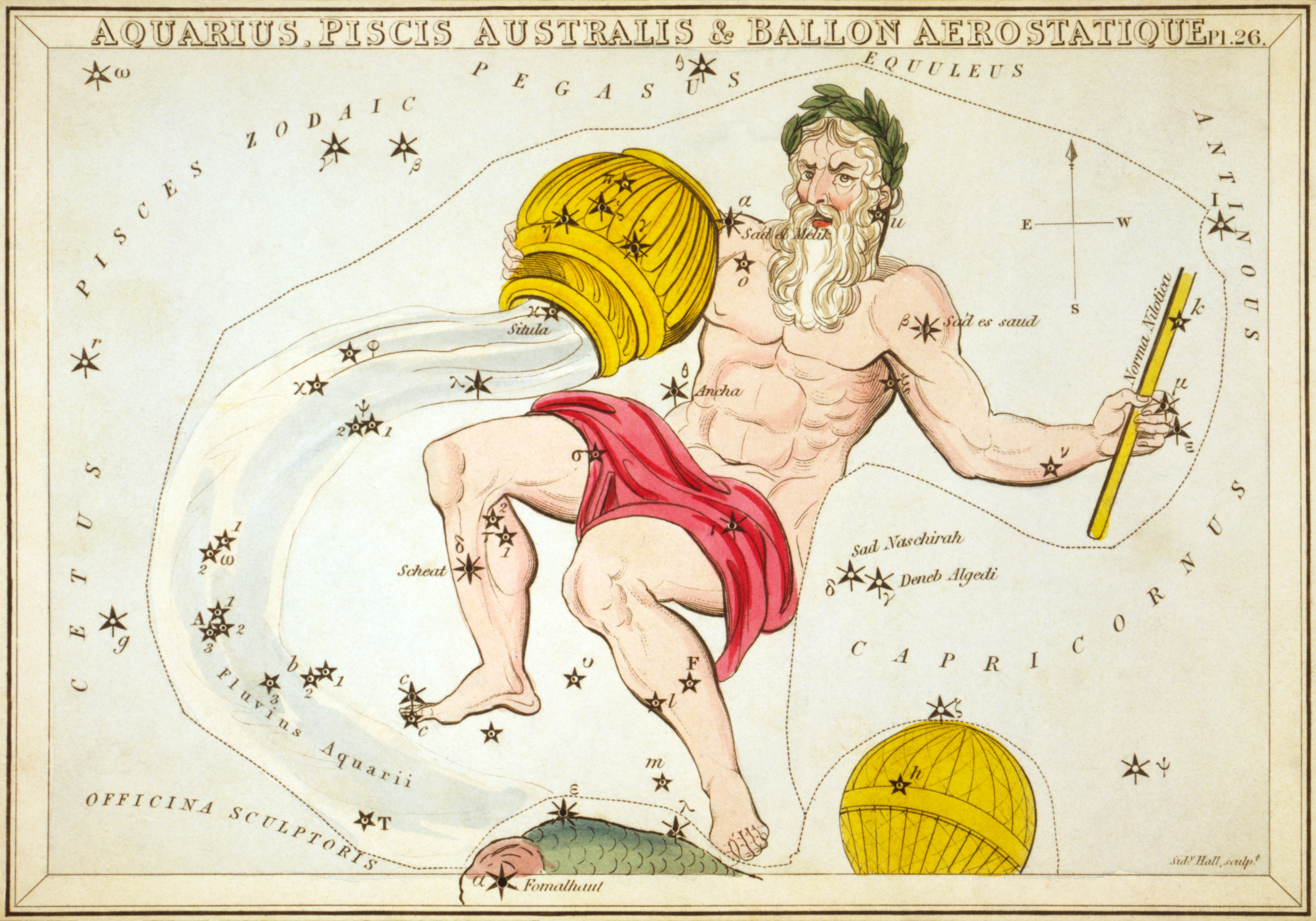
Tarjeta 26: Acuario, Piscis Australis & Ballon Aerostatique
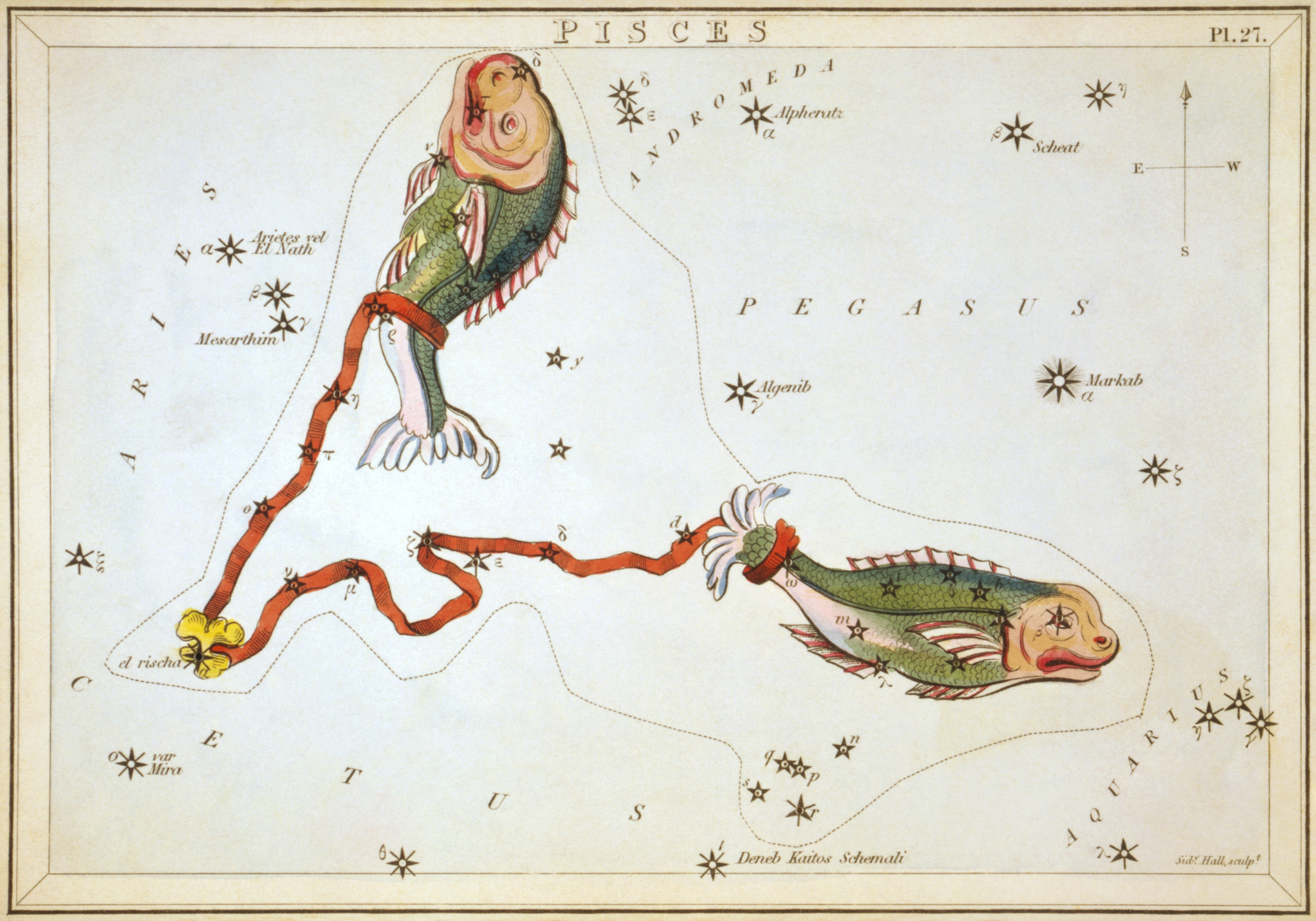
Tarjeta 27: Pisces
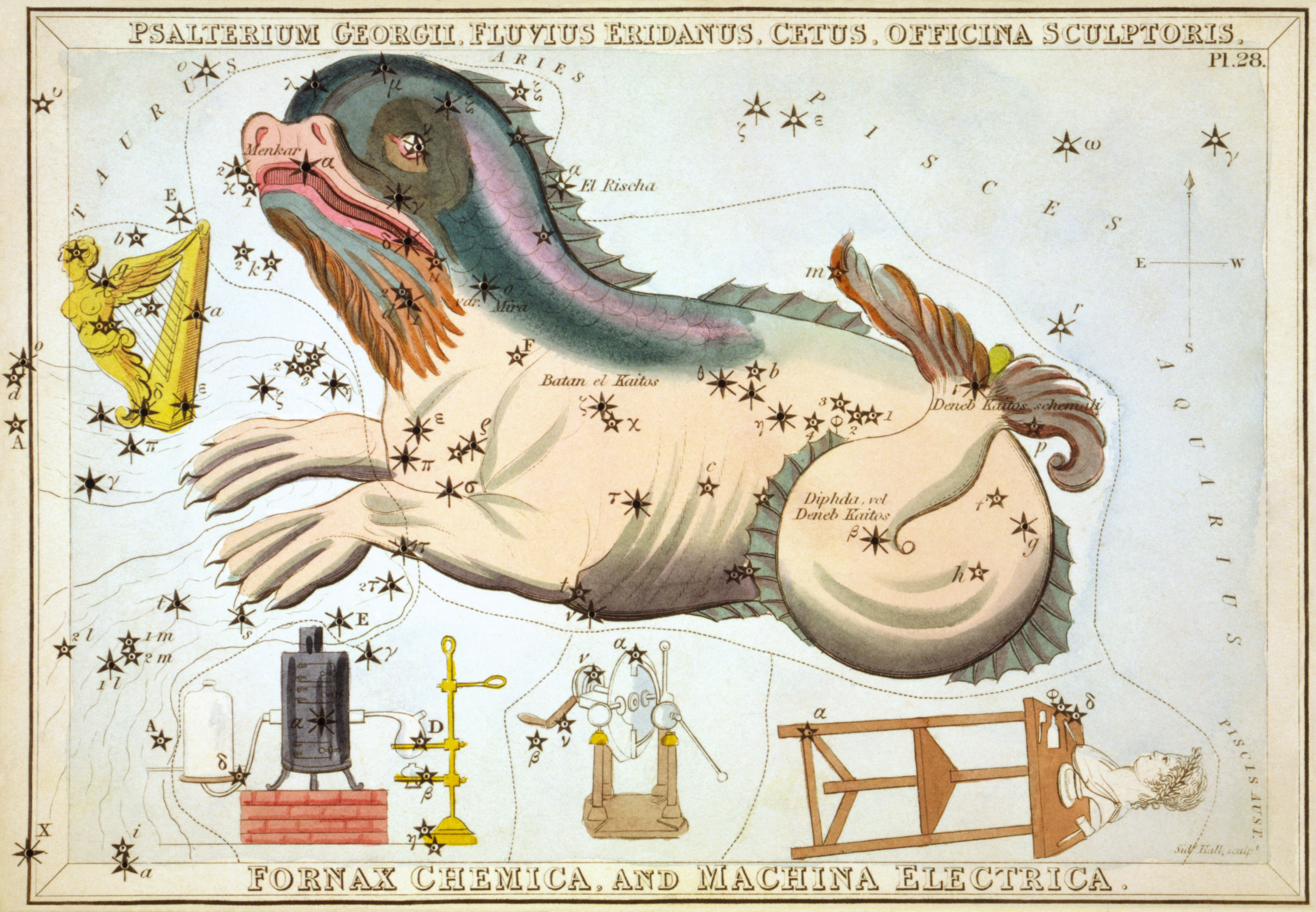
Tarjeta 28: Psalterium Georgii, Fluvius Eridanus, Cetus, Officina Sculptoris, Fornax Chemica, y Machina Electrica
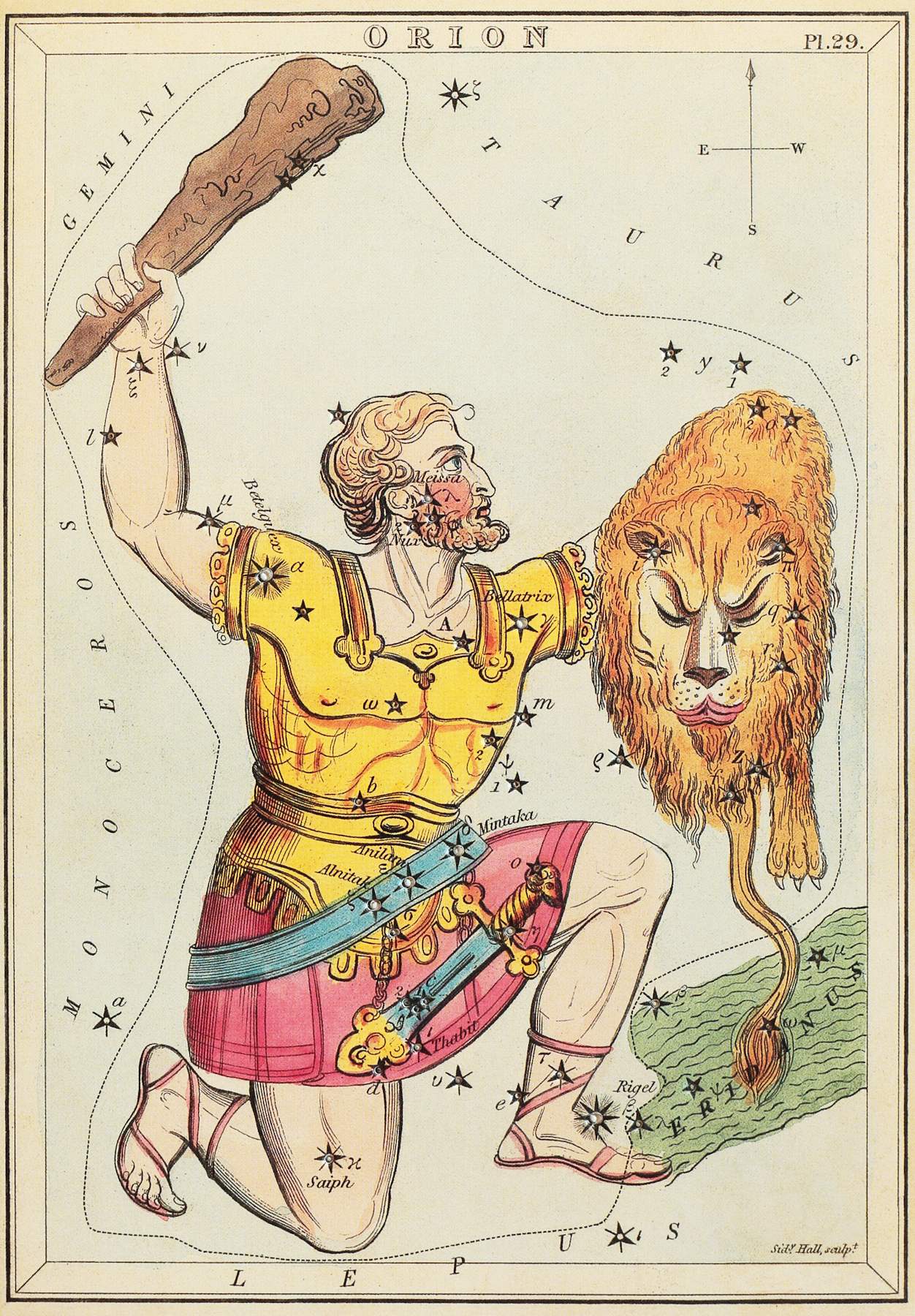
Tarjeta 29: Orion
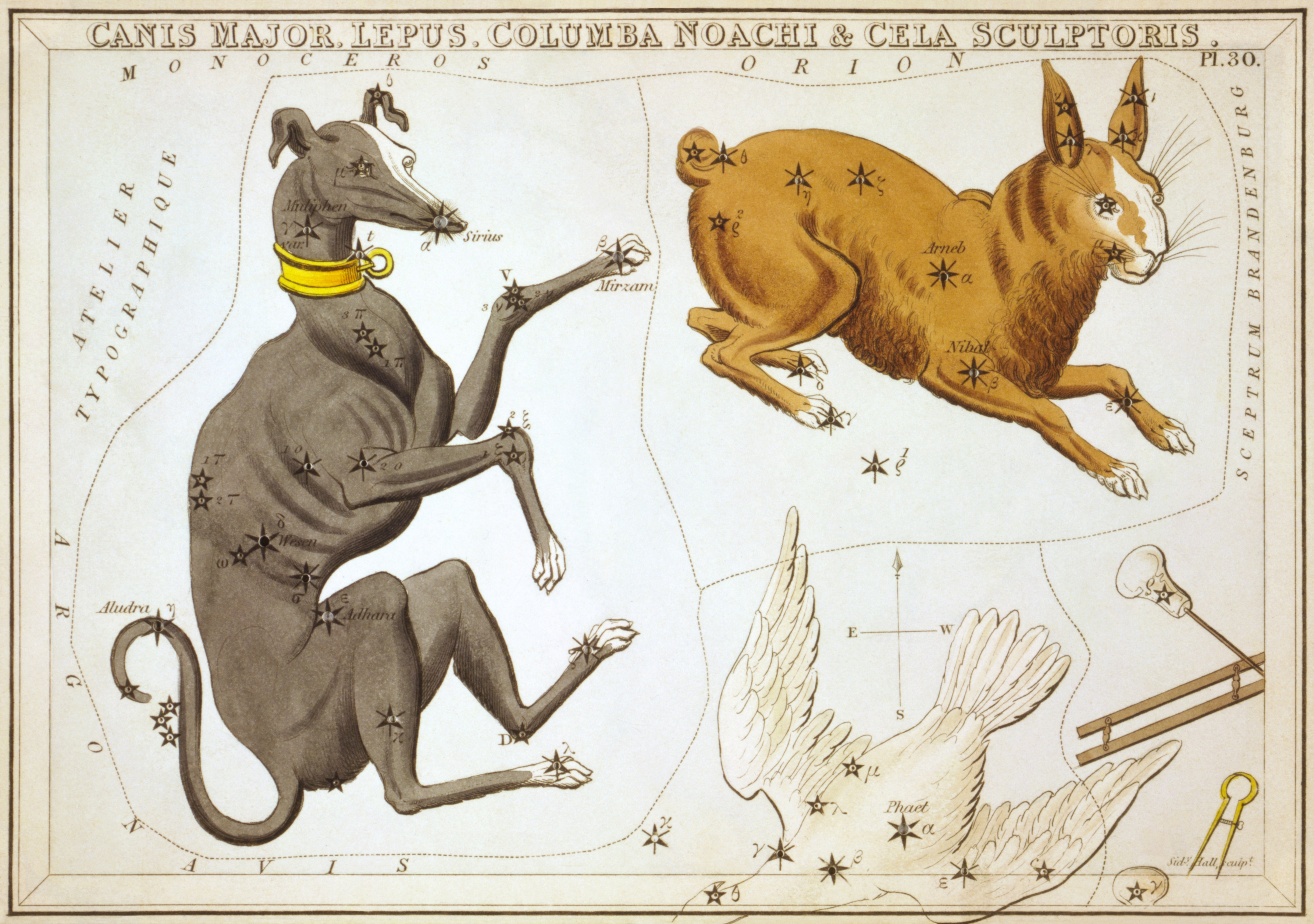
Tarjeta 30: Canis Major, Lepus, Columba Noachi & Cela Sculptoris
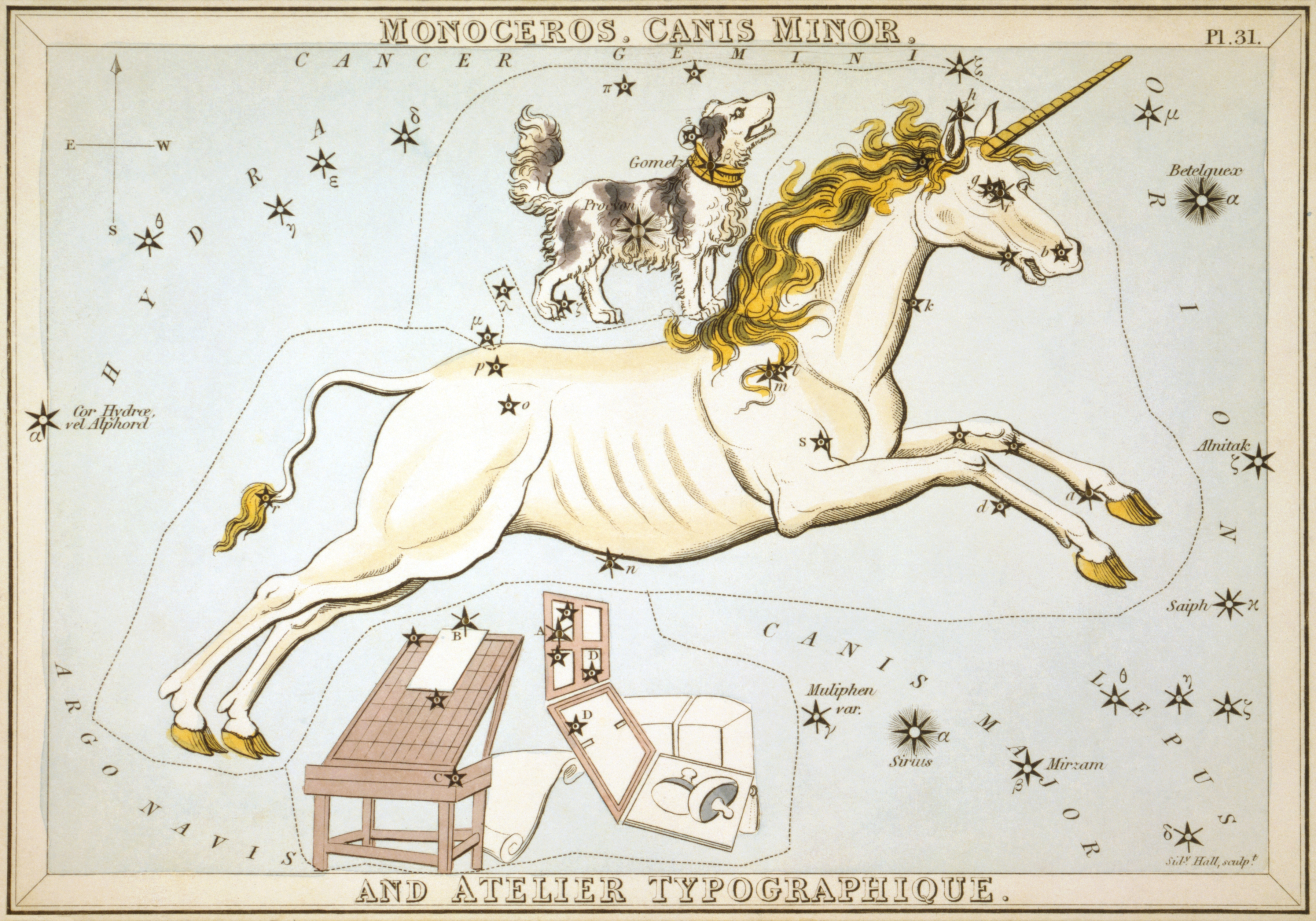
Tarjeta 31: Monoceros, Canis Minor, y Atelier Typographique
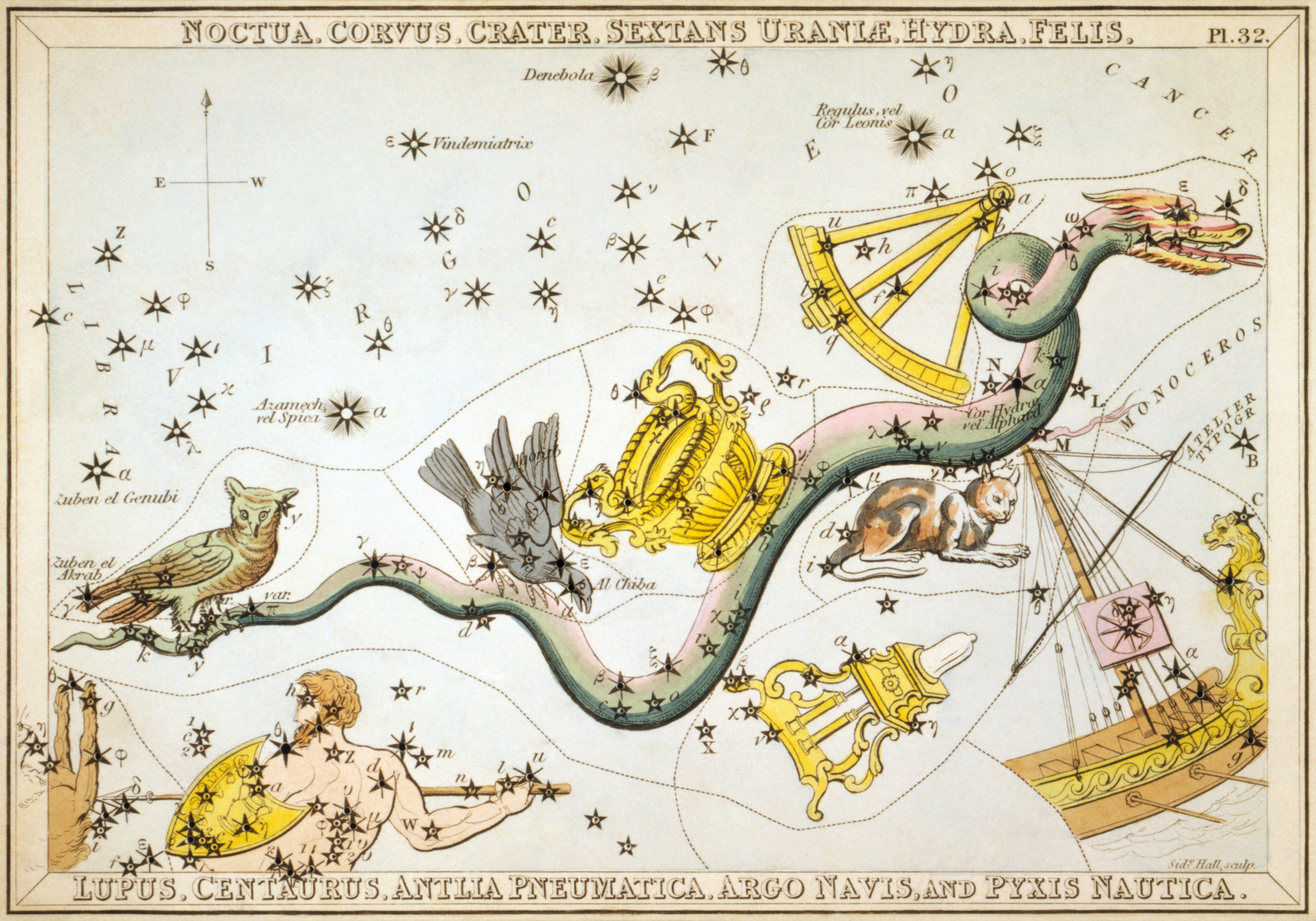
Tarjeta 32: Noctua, Corvus, Crater, Sextans Uraniæ, Hydra, Felis, Lupus, Centaurus, Antlia Pneumatica, Argo Navis, y Pyxis Nautica

## Constelaciones descritas
Las constelaciones descritas, en el orden en el que están listadas en las tarjetas, son:
- Draco
- Osa Menor
- Camelopardalis
- Tarandus (obsoleto, lo que representa un reno, también llamado Rangifer)[9]
- Custos Messium (obsoleto, traducido literalmente como el Guardián de la cosecha, pero pretende ser un juego de palabras con el astrónomo cazador de cometas Charles Messier).[10]
- Cassiopeia
- Cefeo
- Gloria Frederici (obsoleto, también llamado Honores Friderici, destinado a conmemorar a Federico el Grande).[11]
- Andrómeda
- Triangula
- Perseo
- Auriga
- Lynx
- Telescopium Herschelii (obsoleto, el Telescopio de William Herschel)[12]
- Osa Mayor
- Boyero
- Perros de Caza
- Coma Berenices
- Quadrans Muralis (obsoleto, creado por Lalande rememorando el cuadrante dispuesto en una pared que él y su sobrino utilizaban para medir la posición de las estrellas)[13]
- Hércules
- Corona Borealis
- Taurus Poniatowski (obsoleto, representa el toro del escudo de armas del rey Estanislao II Poniatowski. También se llama Taurus Poniatovii).[14]
- Serpentarius (un antiguo nombre de Ofiuco)[2]
- Scutum Sobieski (Nombre completo de la constelación de Scutum, el Escudo del Rey Juan III Sobieski).[15]
- Serpens
- Delphinus
- Sagitta
- Aquila
- Antinoo (obsoleto, Antinoo era el amante del emperador romano Adriano).[16]
- Lacerta
- Cygnus
- Lyra
- Vulpecula y Anser (una versión ligeramente britanizada del nombre completo de Vulpecula, esto se traduce como "el pequeño zorro y la gallina").[17]
- Pegasus
- Equuleus
- Aries
- Musca Borealis (obsoleto, representando una mosca, que no debe confundirse con la constelación austral moderna de Musca).[18]
- Tauro
- Gemini
- Cáncer
- Leo Major (ahora conocido como Leo)
- Leo Minor
- Virgo
- Libra
- Scorpio
- Sagitario
- Corona Australis
- Microscopium
- Telescopium
- Capricornio
- Aquarius
- Piscis Australis (también conocido como Pez Austral)
- Ballon Aerostatique (obsoleto, honrando el globo de los hermanos Montgolfier, también llamada Globus Aerostaticus).[19]
- Piscis
- Psalterium Georgii (obsoleto, arpa del rey Jorge III del Reino Unido. También se llama Harpa Georgii).[20]
- Fluvius Eridanus (antiguo nombre de Eridanus).[21]
- Cetus
- Officina Sculptoris (ahora conocido como Escultor)
- Fornax Chemica (nombre completo de Fornax)
- Machina Electrica (obsoleto, representado un generador electrostático)[22]
- Orion
- Canis Major
- Lepus
- Columba Noachi (nombre completo de Columba).[23]
- Cela Sculptoris (ahora conocido como Caelum)[2]
- Monoceros
- Canis Minor
- Atelier Typographique (obsoleto, representando la imprenta de Gutenberg).[24]
- Noctua (obsoleto, el búho fue reemplazado por el también obsoleto Turdus Solitarius, el Tordo).[25]
- Corvus
- Crater
- Sextans Uraniae (nombre original de Sextans),[26]
- Hydra
- Felis (obsoleto, representado un gato).[27]
- Lupus
- Centaurus
- Antlia Pneumatica (nombre completo de Antlia).[28]
- Argo Navis (obsoleto, ahora se divide en Carina, Vela, y Puppis).[29]
- Pyxis Nautica (nombre completo de Pyxis).

Además, Mons Mænalus se muestra bajo Boötes, Caput Medusæ se muestra como parte de Perseus, y Cerberus aparece con Hércules.